# Шушкевич, Станислав Станиславович
Станисла́в Станисла́вович Шушке́вич (бел. Станіслаў Станіслававіч Шушкевіч; 15 декабря 1934, Менск, Белорусская ССР, СССР — 3 мая 2022, Минск, Республика Беларусь) — советский и белорусский государственный и политический деятель, Председатель Верховного Совета Беларуси (1991—1994), подписавший Беловежские соглашения в 1991 году, которые констатировали распад СССР.

## Биография

### Ранние годы и научная деятельность
Родился 15 декабря 1934 года в Минске. Родители были учителями. Отец — Станислав Петрович Шушкевич, выходец из крестьян, писатель, в 1930-е годы был репрессирован, освобождён в 1956 году. Мать — Елена Людвиковна Романовская, дочь обедневшего польского дворянина-железнодорожника, писательница.
В 1951 году окончил школу с серебряной медалью, в 1956 году — физико-математический факультет Белорусского государственного университета, в 1959 году — аспирантуру Института физики Академии наук Белорусской ССР по специальности «Радиоспектроскопия». Системы, разработанные С. С. Шушкевичем и освоенные промышленностью в 1961—1963 годах, появились за рубежом только в начале 1970-х годов.
Являлся специалистом в области радиоэлектроники.
В 1960—1961 годах работал в СКБ радиозавода Минска. Во время работы на радиозаводе Шушкевич был куратором работавшего там тогда же будущего убийцы Кеннеди Ли Харви Освальда, обучал его русскому языку.
В 1963 году защитил в БГУ кандидатскую диссертацию по физико-математическим наукам по теме «Физические принципы выявления разведывательных приёмников».
В 1963—1965 годах был доцентом кафедры ядерной физики Белорусского государственного университета.
В 1966—1970 годах был проректором по научной работе Минского радиотехнического института.
В 1970 году защитил во Всесоюзном научно-исследовательском институте оптико-физических измерений (ВНИИОФИ) докторскую диссертацию по теме «Информационные параметры сигналов».
С 1971 года был заведующим кафедрой ядерной физики БГУ.
В 1972 году получил звание профессора.
В 1982 году получил звание заслуженного деятеля науки и техники БССР.
В мае 1985 года за комплекс работ по созданию и внедрению в народное хозяйство радиоскопических экспресс-методов измерения концентрации редкоземельных элементов С. С. Шушкевич совместно с сотрудниками кафедры был удостоен звания Лауреата премии Совета Министров СССР; в 1988 году совместно с доцентом М. К. Ефимчиком — Государственной премии БССР за учебник «Основы радиоэлектроники» для физических факультетов вузов СССР.
В 1986—1990 годах Станислав Шушкевич, продолжая заведовать кафедрой, работал проректором по научной работе БГУ.
В 1991 году был избран членом-корреспондентом АН БССР.

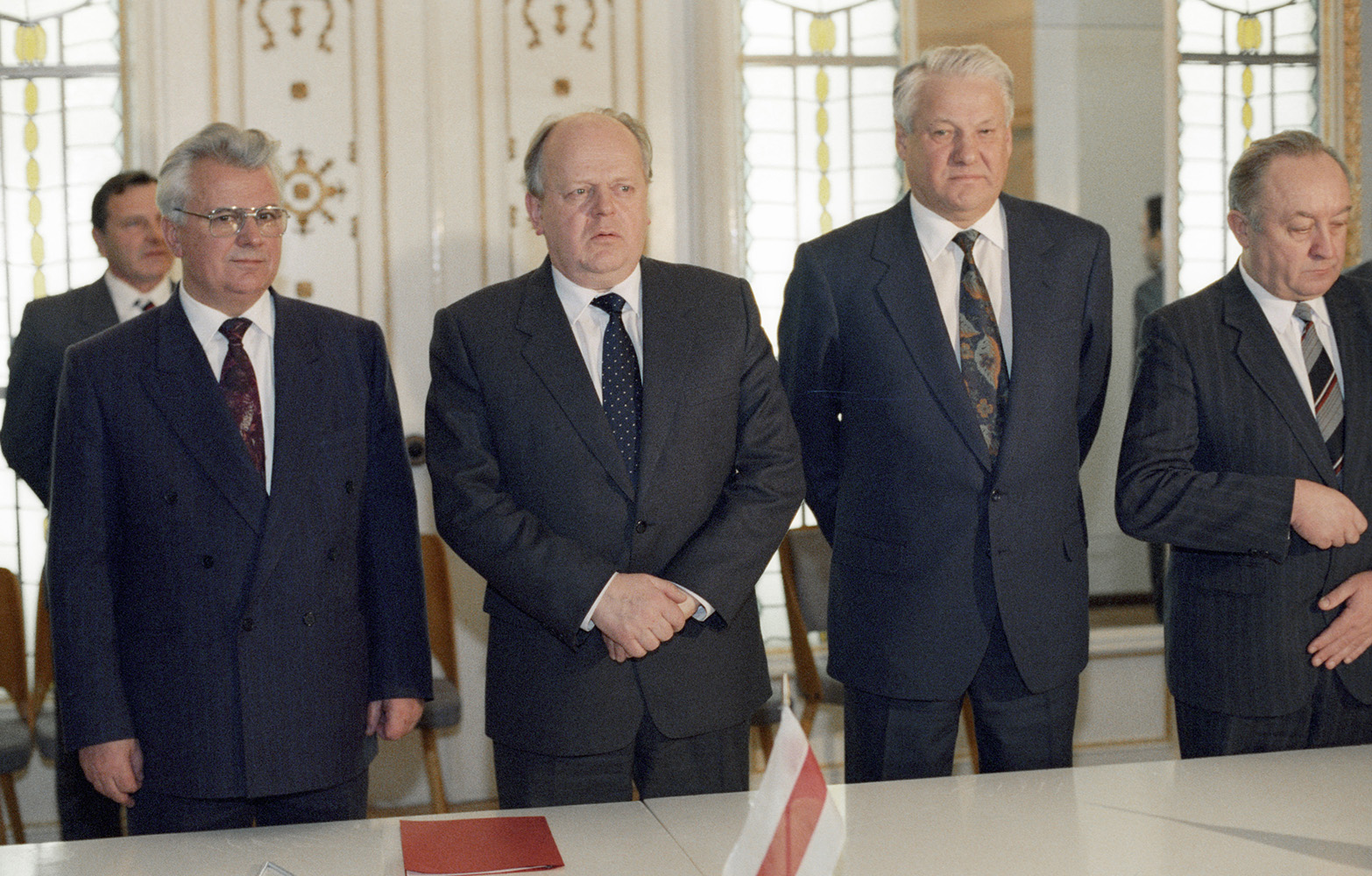
Л. М. Кравчук, С. С. Шушкевич, Б. Н. Ельцин, В. Ф. Кебич. 1991 год.

Станиславом Шушкевичем подготовлены 33 кандидата физико-математических наук, он являлся научным руководителем 5 докторских диссертаций.
Приглашался для чтения лекций в университеты ГДР (Йенский — 1976, 1978), Югославии (Люблянский — 1966), Польши (Ягеллонский — 1974, 1994, 1997), США (Гарвардский — 2000; Йельский — 2001; Колумбийский — 2001). В 1999—2000 годах работал в Международном центре имени Вудро Вильсона в Вашингтоне.

### Общественно-политическая и государственная деятельность (1986—1991 годы)

#### Начало неформальной деятельности
В связи с аварией на Чернобыльской АЭС по решению ЦК КПБ и АН БССР была создана специальная комиссия для изучения последствий катастрофы. В её состав вошёл также Шушкевич. Согласно планам партийного руководства, комиссия должна была умолчать истинные последствия аварии. Однако как член комиссии Шушкевич настойчиво потребовал обнародовать действительные данные о последствиях Чернобыльской катастрофы. За свою позицию Шушкевич был выведен из состава комиссии. Вопреки желанию Минского горкома КПБ он организовал на кафедре ядерной физики БГУ подготовку специалистов по профилактике радиоактивной опасности, сотрудники кафедры Шушкевича оказывали помощь многочисленным организациям и учреждениям по выпуску соответствующей аппаратуры.

#### Участие в парламентских выборах 1989 и 1990 годов
В 1989 году общим собранием БГУ был выдвинут кандидатом в народные депутаты СССР и победил на выборах. Политика коммунистического руководства в отношении Чернобыльской катастрофы стала одной из причин его участия в выборах. Являлся членом Межрегиональной депутатской группы. В мае 1990 г. вышел из КПСС.
В 1990 году был избран депутатом в Верховный Совет Белорусской ССР. 24 ноября 1990 года стал координатором депутатской группы «Демократический поток» в Верховном Совете БССР (наряду с Валентином Голубевым, Олегом Трусовым, Евгением Цумаревым). Всего эта группа включала примерно 100 депутатов. Позднее из неё был создан «Демократический клуб» во главе с Шушкевичем.
Наиболее влиятельными депутатскими объединениями в Верховном Совете были «Партийная группа» (с 1992 года — фракция «Беларусь»), включавшая примерно 150 человек и объединявшая партийно-советский и хозяйственный актив, и «Оппозиция Белорусского народного фронта» (лидер фракции — Зенон Позняк), включавшая к концу срока полномочий рассматриваемого парламента 27 человек.

#### Первый заместитель Председателя Верховного Совета БССР (1990—1991 годы)
18 мая 1990 года участвовал в выборах за пост Председателя Верховного Совета наряду с секретарем ЦК КПБ по сельскому хозяйству Николаем Дементеем и Героем Советского Союза, лётчиком-космонавтом СССР Владимиром Ковалёнком. В первом туре никто из кандидатов не набрал нужного количества голосов: из 323 бюллетеней за Дементея было подано 161, за Шушкевича — 101 и за Коваленка — 47. Во втором туре (голосовало 320 депутатов) победил Дементей (167 голосов), между тем как Шушкевич получил 118 голосов. 19 мая 1990 года Шушкевич был избран на пост Первого заместителя Председателя Верховного Совета.

#### Во время августовского путча 1991 года
19—21 августа 1991 года в Москве произошёл августовский путч, когда ряд высокопоставленных лиц советского руководства попытались организовать государственный переворот. С началом путча Шушкевич потребовал срочного созыва Президиума Верховного Совета и внеочередной сессии. Однако руководство Верховного Совета не пожелало объявить действия путчистов незаконными, что фактически означало поддержку их действий. В этой ситуации Шушкевич и лидер парламентской оппозиции БНФ Зенон Позняк начали сбор подписей среди депутатов за созыв внеочередной сессии Верховного Совета.
24—25 августа 1991 года прошла внеочередная 5-я сессия Верховного Совета. 25 августа 1991 года в связи с провалом путча ГКЧП Николай Дементей был вынужден уйти в отставку с поста спикера парламента. После его отставки Шушкевич становится исполняющим обязанности Председателя Верховного Совета. Важнейшими нормативными правовыми актами, принятыми парламентом на этой сессии, стали закон «О придании статуса конституционного закона Декларации Верховного Совета Белорусской ССР о государственном суверенитете Белорусской ССР» и постановление «Об обеспечении политической и экономической самостоятельности Белорусской ССР».

### Во главе Беларуси (1991—1994 годы)

#### Положение в системе властных отношений

##### Место парламента в политической системе Республики Беларусь
Период 1991—1994 годов в процессе трансформации политической системы Республики Беларусь можно охарактеризовать как «период борьбы за власть и за выбор типа власти». Данный этап начался с того, что консервативное большинство белорусского парламента после провала августовского путча 1991 года стало принимать решения под давлением немногочисленной оппозиции БНФ. К числу принятых решений относится приостановка деятельности КПБ и конфискация её имущества. Это не только коренным образом изменило политическую ситуацию, но и содействовало разрушению прежней системы государственного управления. В этих условиях особенно актуальной стала проблема выбора формы правления и устройства государственной власти.
По мнению белорусского политолога Василия Бущика, «нерешительность главы государства, его боязнь взять ответственность на себя, которые прикрывались ссылками на отсутствие полномочий, привели к тому, что сначала в скрытой форме, а затем и в открытой, началось противоборство законодательной и исполнительной ветвей власти и прежде всего их лидеров». В этой ситуации при поддержке наиболее крупной депутатской фракции «Беларусь» и нескольких тяготеющих к ней мелких депутатских объединений (ветеранов, инвалидов и т. д.) реальная власть стала концентрироваться в Совете Министров Республики Беларусь во главе с Вячеславом Кебичем. Именно в правительстве принимались ключевые решения, которые затем проправительственное лобби в парламенте проводило среди депутатов. Белорусский политолог Виктор Чернов характеризует форму правления в Беларуси в 1991—1994 годах как квазипарламентскую, премьерскую республику.

##### Расстановка политических сил в парламенте
Польский политолог Рафал Чахор выделяет в политической жизни Беларуси с мая 1990 по декабрь 1991 года два этапа. Первый этап, продолжавшийся до августа 1991 года, характеризовался качественным изменением политической жизни в республике в форме предоставления возможности оппозиционным политикам войти в республиканский парламент посредством демократических выборов. Всего оппозиция составляла в Верховном Совете 10 % от общего состава депутатского корпуса, что означало де-факто вступление Беларуси в начальную фазу системных преобразований. Тогда же в белорусском парламенте наиболее заметными были две политические силы: номенклатура, стремившаяся сохранить статус-кво и противодействовавшая реформам, и национал-демократическая оппозиция, представленная БНФ. К середине 1991 года в белорусской политической жизни была разработана модель, в соответствии с которой номенклатура осуществляла власть, а оппозиция сосредотачивалась на критике, уделяя особое внимание вопросам, связанным с возрождением национальной жизни. Поляризация обеих сил была настолько значительной, что компромисс между ними был невозможен, тем самым, способствуя инерции политической системы.
Второй этап начался с поражения путча ГКЧП, отставки Николая Дементея с поста Председателя Верховного Совета и временного ослабления позиций коммунистов. В этих условиях Станислав Шушкевич, избранный на пост спикера парламента путем компромисса между коммунистами и демократами, стал третьим крупным субъектом на белорусской политической арене. Избрание Шушкевича и выполнение некоторых значительных требований БНФ по национальному вопросу означало, что оппозиционные силы взяли на себя часть ответственности за политическую и экономическую ситуацию в стране. Компромисс между номенклатурой и национал-демократами мог возникнуть благодаря различным приоритетам обеих сил: номенклатура сосредоточилась на сохранении власти и контроле над экономикой, БНФ — на вопросах, касавшихся возрождения белорусского языка и культуры.
На протяжении 1991—1994 годов политическая жизнь в Беларуси была сконцентрирована на вопросах национального и государственного строительства. В русле решения этих вопросов столкнулись два видения: номенклатурное и национальное, подчеркивавшее ценность суверенитета, необходимость обеспечения независимости от России, белорусизации и восстановления национальной идентичности. Отношение к национальному вопросу, истории и языку разделили участников политической жизни по принадлежности к экс-партийной номенклатуре и оппозиции.
Политическая база Шушкевича была связана, главным образом, с депутатским «Демократическим клубом», а затем с фракцией Белорусской социал-демократической партии «Громада» (в неё входило около дюжины депутатов). Однако эти парламентские объединения не имели серьёзного политического влияния. В условиях трансформирующейся белорусской политической арены перед лицом поляризации двух её основных образований отсутствовал политический центр, который поддерживал бы спикера парламента. В результате Шушкевич не являлся слишком сильной фигурой в белорусской политической жизни 1991—1994 годов. Его сила заключалась исключительно в том, что он занимал должность главы государства. Политическая деятельность Председателя Верховного Совета основывалась на поиске компромисса с учётом интересов правящей элиты с некоторыми требованиями демократической оппозиции. Его деятельность соответствовала намерениям номенклатуры, предполагавшей, что вступление на высшую государственную должность представителя либерального крыла партийного истеблишмента не окажет отрицательного влияния на осуществление её интересов. Парламентское большинство, согласившееся избрать Шушкевича на пост спикера парламента, считало, что взамен оно имеет право требовать от него лояльности и благодарности. На практике Шушкевич как глава государства руководствовался принципом сбалансированности и учёта интересов двух важнейших действовавших политических сил, что в итоге в 1993—1994 годах сделало его оппонентом парламентского экс-коммунистического большинства. Вышеупомянутая черта была расценена как политическая слабость. Фактически, выработка компромисса (наиболее важным достижением стало принятие новой Конституции в 1994 году, разработанной в основном Конституционной комиссией во главе с Шушкевичем) была в значительной степени обусловлена его способностью согласовывать совершенно разные концепции развития.
О неиспользованном политическом потенциале Станислава Шушкевича свидетельствует значительная популярность в обществе, контрастирующая с доверием к премьер-министру Вячеславу Кебичу и председателю БНФ Зенону Позняку (см. таблицу 1).
Таблица 1. Динамика социальной поддержки отдельных белорусских политиков в 1991—1993 гг. (в%)
| Период      | Март 1991 г. | Сентябрь 1991 г. | Декабрь 1991 г. | Январь 1992 г. | Март 1992 г. | Июль 1992 г. | Декабрь 1992 г. | Март 1993 г. | Май 1993 г. |
| В. Кебич    | 17,5         | 20               | 5,2             | 4,2            | 3,9          | 5,4          | 10,9            | 4,1          | 6,2         |
| З. Позняк   | 6,3          | 10               | 11,4            | 8,2            | 7,9          | 3,2          | 8,1             | 2,8          | 3,7         |
| С. Шушкевич | 16,5         | 40,3             | 34,5            | 52,0           | 47,1         | 27,4         | 32,2            | 14,2         | 32,5        |

##### Взаимоотношения с номенклатурой и оппозицией в парламенте
С подавлением августовского путча 1991 года власть в Беларуси по-прежнему оставалась в руках номенклатуры. После распада СССР она находилась в растерянности. У неё отсутствовал опыт самостоятельной политической и экономической деятельности, а также четкая программа развития страны в условиях независимости. Национально-государственная идея считалась полезной для укрепления власти, однако наиболее денационализированное среди посткоммунистических элит белорусское руководство не было готово воспользоваться данной идеей. Выход из сложившейся ситуации оно видело не в осуществлении демократических, рыночных реформ, поиске Беларусью своего местоположения в условиях новой геополитической реальности, а в восстановлении прежних хозяйственных связей и тесном экономическом союзе с Россией. Начиная с 1991 года, белорусская номенклатура стала осуществлять преобразования в той мере, в какой это соответствовало её интересам. Она приспособила процессы реформ к своим экономическим и политическим потребностям. Согласно воспоминаниям Вячеслава Кебича, с избранием на пост спикера парламента, «окрестив руководителей предприятий и колхозов „красными директорами“ и „красными помещиками“, Станислав Шушкевич навсегда оттолкнул их от себя».
Вскоре после отставки с поста Председателя Верховного Совета Шушкевич охарактеризовал своё взаимодействие с парламентским большинством следующим образом:

«Я не подхожу большинству этого парламента. Оно не желает строить новое общество, в большинстве своём нынешние депутаты хотят вернуться к старому. Я до сих пор не понимаю, как мне вообще удалось стать во главе Верховного Совета. У коммунистического большинства в августе 91-го был фантастический испуг, и мое избрание стало „великой случайностью“, а не закономерностью».
По мировоззренческим установкам Шушкевича можно считать умеренным националистом, и его позиция по белорусскому национально-культурному возрождению была идентичной с позицией парламентской оппозиции БНФ Разногласия между спикером и оппозицией касались темпов политических и экономических преобразований в Беларуси.
С получением Беларусью государственной независимости парламентская оппозиция БНФ требовала от депутатского большинства Верховного Совета принятия законов о национальной валюте и финансово-кредитной системе, национальной армии, таможенной системе и границах, международных связях на уровне посольств. Кроме того, БНФ выступал за ликвидацию советов и переход на муниципальную систему власти, экономическую реформу на рыночной основе, возрождение национальной культуры и национальной идентичности. Однако белорусский парламент медлил с созданием соответствующей правовой базы.
Зенон Позняк, характеризуя ряд представителей белорусского руководства начала 1990-х годов, в том числе Шушкевича, утверждает, что они «сформировались в коммунистической системе, под давлением обстоятельств вышли из неё вон, но так и не простились с её привычками и психологией, остались одной ногой в Минске, другой в Москве».
Расхождения Шушкевича с оппозицией вызывал, в частности, вопрос о достижении Беларусью независимости. 21 мая 1991 года Шушкевич не поддержал предложение Зенона Позняка придать Декларации о государственном суверенитете БССР от 27 июля 1990 года статус конституционного закона. Вплоть до подписания Беловежского соглашения Шушкевич был активным участником новоогаревского процесса, предусматривавшего заключение нового союзного договора. В июне 1991 года он высказался по этому поводу таким образом: «БНФ никогда не нравилось, что я за справедливый Союз. Вы за то, чтобы мы были независимые. Я считаю это почти что шуткой. Я был и остаюсь сторонником Союза, особенно подчеркиваю — справедливого Союза».
5 декабря 1991 года накануне подписания Беловежского соглашения состоялась встреча Шушкевича с оппозицией БНФ в её рабочем кабинете. Тогда же оппозиция пыталась убедить спикера парламента в необходимости введения национальной валюты и создания белорусской армии. Однако Шушкевич не захотел выступать с подобной инициативой и посоветовал оппозиции сначала обратиться в соответствующие комиссии Верховного Совета. О разногласиях Шушкевича и БНФ свидетельствуют выдержки из протокола той встречи касательно предстоящей встречи в Беловежской пуще руководителей России, Беларуси и Украины:

Валентин Голубев: «Независимость. Не знаем Вашу позицию в отношении будущего Беларуси. Вы сказали, что — за подписание экономического соглашения. Заявили, что политическое (подписывать) не будете, а теперь это делаете. Мы не видим плюсов для Беларуси…»
Зенон Позняк: «Впечатление от Вашей деятельности: игнорирование этих факторов подводит к потере суверенитета, кризису экономики. Политик должен иметь опору. Вы развивались на наших глазах. Не можете опереться ни на Фронт, ни на КПСС. Опираетесь на политику Ельцина, Горбачева. Мы стоим на пороге потери суверенитета».

Станислав Шушкевич: «К политике, которую может проводить государство, нам надо идти долго…»— 
В 1992 году вопреки ожиданиям оппозиции БНФ Шушкевич приложил все усилия для того, чтобы референдум о досрочных выборах в Верховный Совет не состоялся. Оппозиция не простила спикеру срыв референдума, однако вынуждена была поддерживать его, хотя бы потому, что глава государства всячески противился вхождению Беларуси в систему коллективной безопасности стран СНГ. Поэтому, когда над Шушкевичем нависла реальная угроза вотума недоверия летом 1993 года, фракция БНФ усиленно защищала Председателя Верховного Совета. Оппозиция внесла разброд в ряды противников Шушкевича, благодаря чему он остался на своём посту. Существенную роль сыграл и тот факт, что члены Счетной комиссии Александр Шут и Игорь Герменчук отказались подписывать итоговый протокол, сославшись на ряд процедурных нарушений. В январе 1994 года во время вынесения в белорусском парламенте вопроса об отставке Председателя Верховного Совета оппозиция вновь встала на защиту Шушкевича, однако неудачно.

#### Государственная политика

##### Законодательная деятельность: общая характеристика
В период занятия Шушкевичем поста Председателя Верховного Совета были заложены основы национального и государственного строительства Республики Беларусь.
3 ноября 1992 года белорусский парламент принял Законы «Об обороне» и «О Вооруженных Силах Республики Беларусь». 4 ноября 1992 года был утвержден Закон «О государственной границе Республики Беларусь».
Кроме того, под руководством Шушкевича парламент принял важные законы в области культурной и социальной жизни страны: «О национальных меньшинствах в Республике Беларусь» от 11 ноября 1992 года, «Об охране историко-культурного наследия» от 13 ноября 1992 года, «О свободе совести и религиозных организациях» от 17 декабря 1992 года.
В экономической сфере Верховный Совет утвердил такие законы как «О приватизации государственного имущества и преобразовании государственных унитарных предприятий в открытые акционерные общества» от 19 января 1993 года, «О праве собственности на землю» от 16 июня 1993 года, «Об именных приватизационных чеках Республики Беларусь» от 6 июля 1993 года.
Также период нахождения Шушкевича у власти связан с выходом независимой Беларуси на международную арену. 24 апреля 1992 года парламент принял постановления «О членстве Республики Беларусь в Европейском банке реконструкции и развития» и «О членстве Республики Беларусь в Международном валютном фонде, Международном банке реконструкции и развития, Международной финансовой корпорации, Международной ассоциации развития и Многостороннем агентстве по гарантиям инвестиций». 4 января 1992 года Верховный Совет утвердил постановление «О присоединении Республики Беларусь к Договору о нераспространении ядерного оружия от 1 июля 1968 года», 3 июня 1992 года — «О процедуре правопреемственности Республики Беларусь в отношении международных договоров бывшего Союза ССР», 21 октября 1992 года — «О ратификации Договора об обычных вооруженных силах в Европе от 19 ноября 1990 года и Соглашения о принципах и порядке исполнения этого Договора от 15 мая 1992 года».
В целом, за период своей деятельности Верховный Совет XII созыва (1990—1995 годы) принял около 500 законодательных актов. Показательно, что такое же количество было принято Верховными Советами БССР с начала их функционирования в 1938 году и до 1990 года.
Согласно белорусскому правоведу Григорию Василевичу, «главными направлениями совершенствования законодательства, его обновления в начале 90-х годов являлись обеспечение, развитие новых экономических отношений, структурной перестройки государственных органов, усиление гарантий, прав и законных интересов граждан».
Общая оценка законотворческой деятельности Верховного Совета Республики Беларусь начала 1990-х годов была дана Шушкевичем в его предвыборной программе «Государственность, демократия, рынок — путь к благополучию», опубликованной в белорусской периодической печати накануне президентских выборов в Республике Беларусь 1994 года. В программе, в частности, утверждалось, что после принятия законов «О собственности в БССР» от 11 декабря 1990 года, «О предприятиях» от 14 декабря 1990 года, «О банках и банковской деятельности» от 14 декабря 1990 года, «О предпринимательстве в БССР» от 28 мая 1991 года, «Об иностранных инвестициях на территории Республики Беларусь» от 14 ноября 1991 года для полноценного перехода к рыночной экономике необходимо было осуществить народную приватизацию и стабилизацию белорусской денежной системы. На взгляд Шушкевича, медленный переход к новым экономическим отношениям был вызван незаинтересованностью правящей номенклатуры в проведении реформ. «Большинство её не способно работать по-новому, не хочет зарабатывать на жизнь нелегким трудом, как простые люди, поэтому она восстала против реформ», — заявлялось в программе.

##### Процесс разработки и принятия Конституции Республики Беларусь 1994 года
В период с 29 октября 1992 по 26 января 1994 годы Шушкевич возглавлял Конституционную комиссию Верховного Совета. Сама комиссия была создана в июне 1991 года и возглавлялась первоначально Николаем Дементеем. Целью её деятельности являлась разработка нового Основного Закона.
За период работы комиссии в белорусской печати были опубликованы три проекта новой Конституции: в декабре 1991 года, августе 1992 года и сентябре 1993 года.
Наиболее острым в процессе принятия нового Основного Закона Республики Беларусь был вопрос о введении института президентства. Конституционный проект 1991 года предусматривал, что Президент является одновременно главой государства и исполнительной власти. Однако проект 1992 года однозначно закрепил положение, что Президент является только главой государства. В свою очередь, авторы проекта 1993 года вернулись к идее «сильного» Президента, наделив его функциями главы государства и исполнительной власти.
Мнения о будущей форме правления в Беларуси раскололи парламент. Оппозиция БНФ выступала за парламентскую республику с наличием президента в качестве главы государства. При этом, как считала оппозиция, избранию президента должны были предшествовать парламентские выборы. Проправительственное лобби в Верховном Совете поддерживало введение сильной президентской власти и настаивало на иной последовательности организации выборов, обосновывая это необходимостью обеспечения преемственности власти, сохранения стабильности и управляемости в государстве.
До начала 1993 года Шушкевич являлся сторонником парламентской формы правления без введения должности президента. В том же году на вопрос депутата Владимира Самощева, как спикер парламента чувствует себя в своей должности, глава государства дал ответ, который разительно контрастирует с его позднейшими утверждениями о недостатке полномочий: «Нам теперь не надо идти на президентскую форму правления. Я, как председатель Верховного Совета, не чувствую некоего недостатка власти, недостатка взаимопонимания с правительством». В 1992 году на вопрос корреспондента французской газеты Le Monde, чувствовал бы спикер парламента себя увереннее в случае избрания президентом, Шушкевич ответил: «Объем полномочий, которыми я обладаю, целиком меня удовлетворяет, если бы у меня их было больше, я делал бы больше ошибок». В 2000 году в интервью белорусскому политологу Михаилу Плиско на вопрос «Не было ли желания увеличить свои полномочия и вести себя, как надлежит президенту?» первый руководитель независимой Беларуси дал следующий ответ: «Я никогда не стремился к должности, которая бы давала мне возможность господствовать, а не работать». С 1993 года Шушкевич выступал за введение «слабого» президента, который являлся бы только главой государства и осуществлял бы только представительные функции.
5 февраля 1993 года Верховный Совет принял постановление «О проекте Конституции Республики Беларусь», которое предусматривало постатейное рассмотрение новой Конституции на весенней сессии Верховного Совета в 1993 году. Постатейное обсуждение прошло в два этапа: с 19 по 27 мая 1993 года и с 30 ноября по 1 декабря 1993 года.
На первом этапе было рассмотрено 109 статей и полностью утверждены 62 статьи, частично — преамбула и 22 статьи. Также были утверждены названия разделов: «Основы конституционного строя», «Личность, общество и государство», «Избирательная система, референдум», «Законодательная, исполнительная и судебная власть», «Финансовая система», «Действие Конституции и порядок её изменения».
Сложная ситуация с постатейным обсуждением вынуждала Шушкевича искать альтернативный способ скорейшего принятия проекта Конституции. В сентябре 1993 года Председатель Верховного Совета разослал каждому депутату специальную записку, в которой предлагалось принять проект Основного Закона на Конституционной Ассамблее, состоявшей из 310 членов, которые не являются депутатами Верховного Совета и избираются населением при 25%-й явке. На взгляд спикера парламента, Конституционная Ассамблея должна была принять Конституцию в течение четырёх месяцев. Однако данная инициатива не была поддержана, так как Шушкевич к тому времени потерял авторитет в глазах большинства депутатов.
На втором этапе было утверждено 26 статей проекта. В результате количество статей возросло до 88. Также были приняты названия остальных разделов и руководителей, а также преамбула. Не было утверждено название одного раздела — о Президенте.
Становилось очевидным, что нецелесообразно затягивать конституционный процесс. Поскольку полномочия Верховного Совета подходили к завершению, правящая элита нуждалась в таком правовом формате, который позволил бы осуществить собственный, благоприятный сценарий выборов. В этом, в первую очередь, был заинтересован премьер-министр Вячеслав Кебич, который рассматривался в качестве реального кандидата на пост президента.
19 января 1994 года руководитель парламентской фракции «Беларусь» Геннадий Козлов предложил принять наиболее спорные положения проекта Конституции не электронным, а поименным голосованием. В данном случае каждый депутат получал под роспись бюллетень с вопросами, после чего мог на протяжении нескольких дней обдумать и сдать бюллетень. Эту идею поддержали большинство депутатского корпуса и лично Шушкевич.
26 января 1994 года Шушкевич был отправлен в отставку с поста Председателя Верховного Совета, после чего данную должность 28 января 1994 года занял Мечислав Гриб. 1 февраля 1994 года Гриб стал руководителем Конституционной комиссии.
Поименное голосование проекта Конституции состоялось 24, 25 февраля и 1 марта 1994 года. В розданных депутатам бюллетенях необходимо было выразить своё отношение к главе 3 «Верховный Совет Республики Беларусь», к главе 4 «Президент Республики Беларусь» и к разделу 5 «Местное управление и самоуправление».
После поименного голосования конституционный процесс вышел к логическому завершению. С 2 по 4 марта 1994 года депутаты приняли оставшиеся 20 статей, наиболее спорные из которых касались статуса белорусского языка (ст. 17) и административно-территориального разделения (ст. 9).
15 марта 1994 года Мечислав Гриб предложил проголосовать за проект Конституции целиком. При кворуме в 231 человек 236 из них высказались за принятие проекта.
Процесс разработки и принятия новой Конституции был заторможен по ряду причин. Во-первых, в республике на тот момент отсутствовал самостоятельный опыт разработки подобных документов. В период существования СССР проекты законодательных актов разрабатывались либо в ЦК КПБ, либо в Москве. Во-вторых, на конституционный процесс отрицательно влияли и политические причины. Избранный на относительно демократических выборах, Верховный Совет XII созыва не был классическим парламентом. В нём преобладали депутаты, многие из которых, будучи членами Конституционной комиссии, придерживались диаметрально противоположных взглядов на государственный строй Беларуси. В-третьих, работу над Конституцией тормозила недисциплинированность депутатов (как правило, на заседаниях Верховного Совета отсутствовали 40—50 человек), а также достаточно очевидное желание не спешить с принятием нового Основного Закона, так как это означало досрочные парламентские выборы.

##### Внешнеполитический курс
В начале 1990-х годов главными направлениями внешней политики Республики Беларусь являлись: усиление реального суверенитета и независимости, сотрудничество со странами СНГ, налаживание добрососедских отношений с соседними странами, превращение Беларуси в безъядерное и нейтральное государство, «возвращение в Европу» и развитие связей со странами Запада, международная помощь в ликвидации результатов аварии на ЧАЭС.
К решению военного вопроса Шушкевич подходил в контексте конституционных требований о превращении Беларуси в безъядерную зону и нейтральную страну. Он считал, что Республика Беларусь должна только временно оставаться в блоковой системе и удерживать ядерное оружие. Конечной целью Беларуси, на его взгляд, являлись интеграция в безъядерную Европу, нейтралитет, участие в коллективной безопасности в рамках ООН.
К середине 1990-х годов особенные результаты во внешней политике Республики Беларусь были достигнуты в сфере ядерного разоружения и контроле над вооружениями. В наследство от СССР Беларусь получила наибольшую в мире концентрацию военных: 1 военный на 43 гражданских лица. В соответствии с Договором об обычных вооруженных силах в Европе (ДОВСЕ), к которому Беларусь присоединилась в 1992 году, страна уничтожила 10 % вооружений и техники, ликвидированных всеми 30 государствами — участниками ДОВСЕ. В том же 1992 году за пределы страны было выведено тактическое ядерное оружие. В 1993 году белорусский парламент ратифицировал Договор о стратегических наступательных вооружениях (СТАРТ—1) и Лиссабонский протокол 1992 года, предусматривавший присоединение Беларуси к Договору о нераспространении ядерного оружия в качестве безъядерного государства. В ноябре 1996 года с территории Беларуси было выведено стратегическое ядерное оружие, и, тем самым, она стала безъядерным государством. Последовательная политика Республики Беларусь в сфере ядерного разоружения получила высокое международное признание.
21 июля 1993 года в Вашингтоне состоялась официальная встреча Станислава Шушкевича с президентом США Биллом Клинтоном. Шушкевич стал первым из руководителей государств бывшего СССР, посетившим Вашингтон для официальной встречи с президентом Клинтоном. В ходе проведённой беседы обоих глав государств американский президент отметил, что Беларусь стала первой среди новых стран бывшего Советского Союза, которая полностью выполнила свои обязательства по Лиссабонскому протоколу, ратифицировала Договор СТАРТ—1 и присоединилась к Договору о нераспространении ядерного оружия.
Во время визита Шушкевича в США была принята «Совместная декларация об отношениях между Соединенными Штатами Америки и Республики Беларусь». В соответствии с текстом декларации, США выразили полную поддержку Республики Беларусь в её намерении добиваться постоянного нейтрального статуса и проводить внешнюю политику нейтралитета. Кроме того, согласно документу, Республика Беларусь подтвердила свою готовность строить рыночную экономику путем структурных реформ и создавать условия инвесторам для модернизации и перестройки её экономики. В свою очередь, США обещали Республике Беларусь помощь в экономической стабилизации, приватизации, реорганизации, свободной торговле и иностранных инвестициях.
По приглашению Станислава Шушкевича Билл Клинтон посетил 15 января 1994 года Минск с официальным визитом. Во время встречи американский президент выразил высокую оценку США ведущей роли Беларуси в сфере разоружения. Также Клинтон высказался в поддержку ускоренной экономической реформы в Беларуси, что благоприятствовало бы более широкой двухсторонней и международной помощи.
В 1991—1994 годах механизмы разработки, принятия и реализации внешней политики Республики Беларусь были сконцентрированы в Верховном Совете и Совете Министров.
Минск, провозгласив курс на нейтралитет и безъядерный статус, осуществлял попытки найти новые внешнеполитические приоритеты. Не отказываясь от стратегического курса на всестороннее сотрудничество с Россией и с остальными странами СНГ, белорусское руководство, в первую очередь Станислав Шушкевич, искало путь для нового местоположения Беларуси на политической карте Европы как места между Востоком и Западом. Станислав Шушкевич и министр иностранных дел Петр Кравченко были единственными в стремлении ослабить экономическую, политическую и военную зависимость Беларуси от России и вместе с тем усилить политические и торговые отношения со странами Центральной и Западной Европы и США.
9 апреля 1993 года во время выступления на внеочередной 11-й сессии Верховного Совета Шушкевич выразил своё понимание геополитического положения, которое должна занимать Беларусь:

 «В области внешней политики — усиление независимости государства, способного занять достойное место в мировом сообществе. Модели нашего государства могут быть разными. Это может быть замкнутое национально-этническое государство, возрождающееся на ценностях только предыдущих поколений. Это может быть славянский выбор: треугольник Москва—Киев—Минск либо ось Минск—Москва. Я — сторонник третьего варианта: нейтральное, политически стабильное государство, не выдвигающая ярко ни восточных, ни западных приоритетов, а в своей экономической и политической стратегии стремится быть контактным государством, источником стабильности в регионе.

Сегодня у нас явно выявлен восточный приоритет, и мы это должны воспринимать как реалию. Мы должны его поддерживать, развивать, но он не должен останавливать другие контакты, в том числе контакты с Западом». 
Курсу Шушкевича на активную внешнюю политику на Востоке и Западе противостояла линия правительства Кебича и парламентского большинства на «восстановление разорванных экономических связей» с Россией и другими странами бывшего СССР и вхождение Республики Беларусь в систему коллективной безопасности СНГ. По мере обострения социально-экономического кризиса среди правящей элиты Беларуси все сильнее звучали голоса о невозможности нормального, полноценного развития страны без России.

##### Политика экономических реформ в Беларуси и позиция Шушкевича
Период 1991 — первой половины 1995 годов считается этапом трансформационного спада в социально-экономическом развитии страны. Дезинтеграционные процессы на территории бывшего СССР в большей степени отрицательно сказались на Республике Беларусь, так как её экономика, являясь «сборочным цехом» СССР, была наиболее всего интегрирована с остальными частями народнохозяйственного комплекса Советского Союза. Разрывы экономических связей, резкий рост цен на энергоносители и другие важные импортируемые сырье и материалы, а также значительные трансформационные процессы в системе социально-экономических институтов стали причинами глубокого кризиса, который пережила Беларусь в начале 1990-х годов.
Данный период характеризуется спадом производства и безудержным ростом инфляции, темпы которой в 1993—1994 годах превышали 2000 %. В результате в 1995 году объём ВВП составил только 63 % от уровня 1990 года (см. таблицу 2).
Таблица 2. Динамика падения валового внутреннего продукта в Республике Беларусь (индекс 1990 года = 100 %)
| 1991 г. | 1992 г. | 1993 г. | 1994 г. | 1995 г. |
| 99 %    | 89 %    | 80 %    | 70 %    | 63 %    |

Важной особенностью периода 1991—1994 годов в Республике Беларусь являлось неэффективное государственное управление экономикой. Произошло ускоренное разрушение плановых методов ведения хозяйства при отсутствии действующих эффективных рыночных механизмов, были ослаблены рычаги управления государственным сектором экономики, что содействовало нарастанию социально-экономического кризиса в стране и падению жизненного уровня большинства населения.
К моменту приобретения независимости политическая элита Беларуси состояла из людей, пришедших в органы власти в годы строительства социализма. В период перестройки её состав практически не изменился. Вплоть до лета 1994 года ключевые посты в руководстве страны занимали лица, руководившие раньше КПБ. В отличие от остальных советских республик, политическая элита Беларуси была монолитной. В ней отсутствовало реформаторское крыло, которое выступало бы за переход к рынку.
В 1991—1994 годах экономическая политика Республики Беларусь находилась в сфере ответственности правительства Вячеслава Кебича. Данная политика была рыночной лишь на словах. Несмотря на то, что с 1992 года в основном действовали свободные цены в сфере оптовой торговли, был установлен жёсткий государственный контроль над розничными ценами. Поскольку Беларусь тогда входила в единую рублевую зону в рамках СНГ, это не нанесло сильного ущерба финансовой системе страны и даже позволило обеспечить ей временные преимущества над теми постсоветскими странами, которые рискнули сохранить полный монетарный суверенитет. Благодаря усилиям парламентской оппозиции БНФ, были приняты некоторые важные рыночные законы, но большая их часть не работала. Правительство взяло курс на выделение субсидий неэффективным государственным предприятиям; формирующийся частный сектор не мог на равных вести с ними успешную конкурентную борьбу.
Летом 1993 года Россия прекратила хождение рубля в странах СНГ, что спровоцировало в Беларуси гиперинфляцию. Выходом из сложившегося положения правительство Кебича рассматривало тесный экономический союз с Россией. «Все понимают, что Кебич не тот человек, который способен сегодня руководить. Но отправлять его в отставку слишком рискованно, потому что это будет первым реальным шагом приближения Оппозиции к власти. А в принципе я согласен, что Кебича надо было бы заменить», — признавался один из представителей депутатского большинства Верховного Совета.
В проведении экономической политики Кебич и Шушкевич различались идеями и подходами, в том числе в вопросе о кадрах. В апреле 1993 года во время выступления на внеочередной 11-й сессии Верховного Совета глава государства заявил, что в период существования СССР действовало директивно-плановое управление, в соответствии с которым партия разрабатывала директивы, после чего правительство составляло план и осуществляло его на практике. По словам Шушкевича, в процессе перехода к рыночным отношениям старые руководители не способны работать в новых условиях. В этой связи, по его мнению, должна произойти смена сегодняшнего поколения руководителей. «Я не имею в виду конкретных лиц, но должно произойти как можно скорее изменение всего подхода. И условия такие есть», — подчеркнул он.
Будучи Председателем Верховного Совета, Шушкевич выступал за построение в Беларуси рыночной социально ориентированной экономики. Вместе с тем он являлся сторонником идеи создания на постсоветском пространстве эффективного экономического союза на рыночной основе и с общей финансовой системой. Спикер парламента поддерживал введение национальной денежной единицы, однако этому, на его взгляд, должно было предшествовать нахождение Беларуси в единой рублевой зоне вплоть до экономической стабилизации в республике.
12 ноября 1993 года в период проведения 13-й сессии Верховного Совета Шушкевич выступил с докладом, в котором проанализировал деятельность правительства Кебича и состояние народнохозяйственного комплекса республики.
Глава государства указал четыре основные причины кризиса белорусской экономики. Во-первых, неконкурентоспособность значительной доли отечественной продукции и резкое сокращение импорта ресурсов вследствие технологической отсталости. Во-вторых, резкое сокращение военных заказов и последовавшая за этим конверсия оборонной промышленности. В-третьих, усугубление ситуации в результате кризиса финансовой системы. В-четвёртых, самоустранение правительства от разрешения проблем производственного характера, слабый контроль над государственной собственностью. «Не курс реформ привёл к полному развалу экономики, а их отсутствие», — подытожил Шушкевич.
В связи с этим спикер парламента предлагал следующие меры по реформированию экономики: ускорение процесса создания частного сектора путем неотложной приватизации; сохранение флагманов белорусской промышленности; формирование стабильной кредитно-финансовой системы; активизация экспортной политики; создание системы социальной защиты.
По мнению Шушкевича, одна из приоритетных задач государства должна состоять в том, чтобы сохранить ведущие заводы страны, найти инвестиции для их модернизации и повышения конкурентоспособности в новых условиях. Глава государства подчеркнул, что предприятия в большей степени должны быть замкнуты на национальной экономике.
Занимая должность Председателя Верховного Совета, Шушкевич не вмешивался в работу правительства, мотивируя свою позицию тем, что вопросы экономики находятся вне его компетенции. В июле 1993 года во время встречи в Москве Виктор Черномырдин, Леонид Кучма и Вячеслав Кебич договорились о создании в перспективе экономического союза России, Украины и Беларуси. Однако Шушкевич не был своевременно проинформирован о запланированной акции в Москве трёх руководителей правительств, о чём он сообщил прессе: «Я счастлив, что я не знаю, потому что экономикой занимается правительство — пусть за неё и отвечает тогда. Это очень приятное для меня заявление. Это подтверждение моей линии и того, что, как я объяснял Верховному Совету, с меня за кое-что нельзя спрашивать. Все это объяснено».
Данная позиция спикера парламента вызвала нарекания со стороны правящей элиты и общественности. В частности, один из читателей парламентского периодического издания «Народная газета» выслал письмо следующего содержания:

«В последнее время я внимательно слежу за печатью, теле- и радиопередачами. Много перепадает критики в адрес Председателя Верховного Совета Республики Беларусь С. С. Шушкевича. И, признаться, часто его жаль — зря оппоненты приписывают ему многие грехи. Но ведь и задуматься С. С. Шушкевичу, считаю, есть над чем. Действительно, сколько раз от него можно было услышать: „Это не мое дело, это должно решать правительство“.

Извините, Станислав Станиславович, но Вы же руководитель государства и если какие-либо вопросы не решает, скажем, то же правительство, то Вы отвечаете перед республикой и за правительство. Можете заметить, что правительство назначается парламентом, но не Председателем Верховного Совета. Все это так, но ведь парламентом руководите Вы, уважаемый Станислав Станиславович, хотя, понимаю, его решения обязательные и для Вас. И все же Вы — Председатель Верховного Совета. И как первое лицо государства в ответе за все и за всех».
В интервью, посвящённом отставке спикера парламента в январе 1994 года, Александр Лукашенко отметил:

«Будучи первым должностным лицом государства, Станислав Шушкевич ни за что не хотел отвечать. Такой была его „позиция“. Перелистайте стенограммы сессий, и вы убедитесь, как часто он говорил — это не моя „справа“, а „урада“. При этом любил ссылаться на отсутствие нужных ему для решительных действий полномочий. Но не могу припомнить, чтобы просил или требовал их».
Согласно ст. 107 Конституции Беларуси 1978 года, Председатель Верховного Совета являлся высшим должностным лицом республики. П. 1 ст. 108 Основного Закона предусматривал, что Председатель Верховного Совета осуществляет общее руководство подготовкой вопросов, подлежащих рассмотрению Верховным Советом. П. 4 ст. 108 уполномочивал Председателя Верховного Совета представлять Верховному Совету кандидатур для назначения или избрания на должности Председателя Совета Министров, Председателя Комитета народного контроля, Председателя Верховного Суда, Главного государственного арбитра.
В соответствии с белорусским законодательством, Председатель Верховного Совета мог лишь внести предложение, после чего оно должно было быть одобрено либо Президиумом Верховного Совета, либо самим Верховным Советом. В данном случае положение Шушкевича осложнялось отсутствием в парламенте единодушной поддержки со стороны большинства народных депутатов. По этому поводу первый руководитель независимой Беларуси вспоминал:

«На самом деле, я в своей деятельности оказался в ловушке. По сути, Верховный Совет сменил компартию, став у руководства страной. С другой стороны действовали ещё советские нормы представительного органа блока коммунистов и беспартийных, при направляющей и руководящей роли КПСС. В свой аппарат я ещё мог брать помощников и секретарей, а вот назначить какого-нибудь путного человека в серьёзный отдел Верховного Совета, не говоря уже о моем первом заме, было невозможно. То есть вот тебе работники и делай с ними, что хочешь, а своей команды мы тебе набрать не позволим. Вроде бы, ты, де-юре — глава государства, а полномочия твои, де-факто, куда как более скромные. Вот это я и называю „западнёй“ того времени. Предложил на должность председателя Госконтроля Александра Добровольского, скромного такого и порядочного человека, с кем был знаком ещё по региональной группе Верховного Совета СССР, уперлись все так, что не дай не приведи».
Отстранённость главы государства от политики осуществления экономических реформ в Беларуси стала одним из факторов, осложнивших его отношения с номенклатурой в Верховном Совете. «Позиция сглаживания углов, лавирования привела к тому, что „на ковер“ был поставлен он сам», — отмечал по поводу голосования о доверии спикеру летом 1993 года депутат Верховного Совета Республики Беларусь и председатель Партии народного согласия в 1992—1996 годах Леонид Сечко. «Я считаю, что Станислава Станиславовича Шушкевича сняли за то, что он в какой-то мере отмежевался от решения экономических вопросов. И правительству, и Верховному Совету надо будет работать над этими вопросами вместе», — признавался в интервью после отставки спикера депутат Верховного Совета Республики Беларусь и первый зампредседателя Госкомитета Республики Беларусь по внешним экономическим связям в 1991—1994 годах Михаил Маринич.

##### Проблема создания единой рублевой зоны России и Беларуси и позиция Шушкевича
После распада СССР парламентская оппозиция БНФ стала требовать немедленного введения национальной валюты. Тем не менее, правительство Кебича не спешило удовлетворять требования оппозиции, так как понимало, что выход из рублевой зоны означал бы прекращение доступа к дешёвым российским ресурсам по внутренним ценам и переход на мировые цены. Это вело бы к экономической катастрофе. Поэтому белорусское правительство стремилось по-прежнему использовать преимущества от пребывания в рублевой зоне.
В начале 1992 года рубль оставался единой валютой для СНГ и стран Прибалтики, однако единая денежно-кредитная политика отсутствовала. На встрече 30 марта 1992 года в Минске банкиры стран-участниц СНГ выработали принципы эмиссионной и кредитной политики, хотя согласительные документы подписали не все страны. Впоследствии эти соглашения не были выполнены.
В первом квартале 1992 года Беларусь осуществила первую самостоятельную кредитную миссию, что увеличило потребность в наличных рублях. Но их выпуск оставался под контролем Центрального банка Российской Федерации — правопреемника Государственного банка СССР. Рост инфляции в Беларуси упирался в отсутствие наличных денег из-за кредитной политики российского правительства в первой половине 1992 года, направленной на снижение кредитной эмиссии. Проблема была решена введением в обращение с 1 июня 1992 года белорусского расчетного рубля (т. н. «зайчика»), использовавшегося только в качестве платежного средства наравне с российским рублем. Весь безналичный расчет осуществлялся с использованием российских рублей, в то время как часть дефицитных товаров разрешалось покупать только за белорусские рубли.
Проводя мягкую кредитную политику, правительство стимулировало рост цен и зарплаты внутри республики. В первом полугодии денежные доходы на душу населения в Беларуси были на 18 % выше, чем в среднем по СНГ. За пустые эмиссионные рубли белорусские предприятия покупали в России вполне реальные товары, тем самым белорусское правительство перекладывало свою инфляцию на Россию и продолжало по дешёвым ценам выкачивать ресурсы из России.
Рублевая экспансия Беларуси и остальных республик бывшего СССР вызвала защитные меры со стороны России. Страны перешли на клиринговые отношения, что отделило безналичный российский рубль от безналичного рубля других республик.
В июле 1993 года Россия ввела российские рубли нового образца, отделившись, таким образом, от единой зоны наличных денег, а также от сброса бумажных российских рублей старого образца другими странами-участницами СНГ. Одновременно с Россией Беларусь также отменила хождение банкнот старого образца, в результате в обращении остались лишь расчетные билеты Национального банка Республики Беларусь. Однако расчетные билеты получили статус национальной валюты лишь в октябре 1994 года.
С момента полного исчезновения рублевой зоны экономика Беларуси стала быстро разрушаться. Россия требовала за свои товары, услуги и энергоресурсы, поставляемые в Беларусь, новые российские рубли, так как белорусский «зайчик» считался суррогатом. Правительство Кебича, в свою очередь, также требовало от белорусских хозяйственных субъектов платы российскими рублями, вместо того чтобы создать механизм взаимной конвертации белорусских и российских денег.
В августе 1993 года в связи с отсутствием у белорусских хозяйственных субъектов российских рублей были остановлены поставки нефти и газа из России. 8 сентября 1993 года Кебич подписал предложенное российской стороной Соглашение об объединении денежной системы Республики Беларусь с денежной системой Российской Федерации. Оно было ратифицировано белорусским парламентом 18 ноября 1993 года.
Надеясь сначала на объединение денежных систем России и Беларуси, а затем на экономический союз, белорусское правительство рассчитывало на доступ к более дешёвым ресурсам России и на восстановление разорванных хозяйственных связей. В итоге правительство Кебича потеряло около года (сентябрь 1993 года — июль 1994 года), не проводя реформ.
15 сентября 1993 года белорусский премьер отсутствовал на заседании Президиума Верховного Совета, на котором рассматривался вопрос об энергетическом кризисе и денежно-кредитной политике в республике. «Был бы тогда С. Шушкевич более принципиальным и последовательным, сегодня, возможно, Беларусь не находилась бы в таком тяжелом положении, а в отставке были другие государственные деятели», — писал в феврале 1994 года депутат Верховного Совета Владимир Новик.
На 4 января 1994 года было намечено подписание договора об объединении денежных систем Беларуси и России. Однако Председатель правления Национального банка Беларуси Станислав Богданкевич отказался поставить свою подпись под договором, так как, по его мнению, этот документ шёл вразрез с белорусской Конституцией и нарушал суверенитет республики. В итоге 5 января 1994 года Виктор Черномырдин и Вячеслав Кебич подписали Заявление глав правительств Российской Федерации и Республики Беларусь о предстоящем объединении денежной системы Республики Беларусь с денежной системой Российской Федерации.
Подписание 12 апреля 1994 года Договора об объединении денежной системы Республики Беларусь с денежной системой Российской Федерации и об условиях функционирования общей денежной системы стало последней серьёзной попыткой восстановить, по крайней мере частично, рублевую зону. Станислав Богданкевич поставил подпись под договором с оговоркой по ст. 5, так как она наделяла Центробанк России правами и полномочиями единого эмиссионного центра в объединённой денежной системе, что противоречило Конституции Республики Беларусь 1994 года.
Договор предусматривал статус российского рубля в качестве общей денежной единицы; Центральный банк России брал на себя функции центрального банка в пределах союза. Национальный банк Беларуси должен был исполнять роль отделения Центробанка; представители Национального банка включались в состав Совета директоров Центробанка.
Договор так и не был ратифицирован и реализован на практике. Беларусь не желала поступаться независимостью своего центрального банка, что означало бы нарушение белорусской Конституции. После президентских выборов 1994 года первый Президент Республики Беларусь Александр Лукашенко принял решение отказаться от этого договора. Реализованы были лишь две первые статьи о таможенном союзе и вопросах транзита.
Шушкевич в отношении создания единой рублевой зоны России и Беларуси занимал двойственную позицию. Он считал возможным её реализацию при двух условиях: паритете цен на энергоресурсы и обменном курсе один к одному. Подписание в сентябре 1993 года валютного соглашения между двумя странами он прокомментировал следующим образом: «Если удастся договориться с Россией по всем позициям, я считаю это очень положительным явлением, которое упростит наши отношения со страной, куда идёт 80 процентов нашего экспорта».
В марте 1994 года в ходе предвыборной кампании бывший Председатель Верховного Совета заявил:

«Вопрос о рублевой зоне сейчас очень сложный. Подумайте, что будет, если мы войдем в рублевую зону, но без рублей? А ведь сейчас все идёт к тому. Какие проблемы от этого решатся? Никакие. И вопрос стоит так: или нам нужно отказаться от государства и государственной политики, и как шахтёры, бастующие в России, ждать месяцами заработную плату и требовать её от Москвы, или пойти по более достойному пути и проводить нормальную собственную экономическую политику. В Беларуси есть для этого все условия, только очень много времени потеряно зря, на пустые обещания».

#### Политическая деятельность

##### Процедура избрания
17 сентября 1991 года во время внеочередной 6-й сессии на пост Председателя Верховного Совета были выдвинуты следующие кандидатуры: Владимир Заблоцкий (член парламентской комиссии по экономической реформе, достижению экономической самостоятельности и суверенитета), Геннадий Карпенко (председатель парламентской комиссии по науке и научно-техническому прогрессу), Вячеслав Кебич (Председатель Совета Министров Республики Беларусь), Станислав Шушкевич. По результатам голосования во второй тур вышли Кебич и Шушкевич. Во втором туре никто из них не победил из-за недостатка кворума, хотя Шушкевич опередил своего конкурента, получив 157 голосов (за Кебича проголосовали 140 депутатов). На следующий день, 18 сентября 1991 года Кебич дал самоотвод и поддержал Шушкевича. Альтернативу Шушкевичу составил Леонид Козик (председатель комиссии по экономической реформе, достижению экономической самостоятельности и суверенитета). В результате голосования Шушкевич занял пост Председателя Верховного Совета.
Важнейшие нормативно-правовые акты, принятые на 6-й сессии Верховного Совета, — законы «О названии Белорусской Советской Социалистической Республики и внесении изменений в Декларацию Верховного Совета Белорусской Советской Социалистической Республики о государственном суверенитете Белорусской Советской Социалистической Республики и Конституцию (Основной Закон) Белорусской ССР», «О государственном гербе Республики Беларусь» и «О государственном флаге Республики Беларусь».

##### Подписание Беловежского соглашения
7—8 декабря 1991 года стал участником встречи в Беловежской пуще (Вискули) с Президентами России Борисом Ельциным и Украины Леонидом Кравчуком, где было принято решение о ликвидации СССР и создании СНГ. В качестве главы республики поставил подпись под Беловежским соглашением. 10 декабря 1991 года были приняты постановления Верховного Совета Республики Беларусь «О ратификации Соглашения об образовании Содружества Независимых Государств» и «О денонсации Договора 1922 года об образовании Союза Советских Социалистических Республик».

##### Инициирование референдума в Беларуси в 1992 году и позиция Шушкевича
На внеочередную 8-ю сессию Верховного Совета, которая начала свою работу через неделю после ратификации Беловежского соглашения, парламентская оппозиция БНФ вынесла целый ряд законопроектов, включая «О выборах в Верховный Совет Республики Беларусь», «О конституционной реформе работы Верховного Совета Республики Беларусь», «О создании Вооружённых Сил Республики Беларусь и военных вопросах», «О запрете политических организаций, структур и групп, основывающихся на античеловеческих взглядах и учениях», «О Контрольной палате при Верховном Совете Республики Беларусь». Однако все предложения БНФ, кроме вопроса о Контрольной палате, были отброшены парламентским большинством.
В связи с блокированием своих законопроектов парламентская оппозиция распространила заявление, в котором утверждала, что на 8-й сессии «последний шанс улучшения труда недееспособного Верховного Совета путем его реформирования был отброшен. Оппозиция БНФ видит теперь единственную возможность выхода из безнадежного тупика власти — это всебелорусский референдум, на котором необходимо поставить вопросы об отставке правительства и о доверии Верховному Совету».
13 февраля 1992 года Центральная комиссия по референдуму Республики Беларусь зарегистрировала вопрос Инициативной группы по проведению референдума о досрочных выборах в Верховный Совет: «Считаете ли Вы необходимым проведение осенью 1992 года выборов в высший орган государственной власти Республики Беларусь на основе закона „О выборах народных депутатов Республики Беларусь“, проект которого внесен оппозицией БНФ в Верховном Совете, и в связи с этим досрочный роспуск теперешнего Верховного Совета?» и дала разрешение на сбор подписей.
13 апреля 1992 года Инициативная группа передала в Центральную комиссию 442 032 подписи граждан в поддержку референдума.
11 мая 1992 года было опубликовано Заключение об итогах проверки подписных листов референдума, переданных Инициативной группой референдума в Центральную комиссию по референдуму Республики Беларусь. Согласно этому документу, из общего числа собранных подписей были исключены 62 283 подписи, как собранные или оформленные с разными отступлениями от требований Закона «О народном голосовании (референдуме) в Республике Беларусь». Однако Инициативная группа выполнила требование законодательства, в соответствии с которым необходимо как минимум 350 тысяч подписей граждан для инициировании референдума. Центральная комиссия направила заключительный акт Инициативной группы по референдуму в Президиум Верховного Совета. Однако по решению парламента рассмотрение вопроса о референдуме было перенесено на осень 1992 года.
Вопрос о референдуме рассматривался в Верховном Совете в период 10-й сессии. 29 октября 1992 года за проект постановления о проведении референдума 6 декабря 1992 года, предложенный депутатской группой БНФ, проголосовали всего 35 человек. Проект постановления Президиума Верховного Совета об отказе от референдума поддержали 202 депутата.
С целью придать большую легитимность решению Президиума Верховного Совета об отказе от референдума 29 октября 1992 года Верховный Совет принял сразу два постановления: «О предложении группы граждан Республики Беларусь о проведении республиканского референдума» и "О Заявлении Верховного Совета Республики Беларусь «О необходимости ускорения конституционных преобразований в Республике Беларусь». В первом постановлении отклонялось предложение группы граждан провести референдум о досрочных парламентских выборах, во втором — Верховный Совет обязывался принять не позднее 1993 года новую Конституцию и провести в марте 1994 года выборы в высший орган государственной власти. Однако ни один из пунктов второго постановления не был выполнен. Конституция была принята в марте 1994 года, а сами выборы состоялись после истечения срока деятельности Верховного Совета — в мае и декабре 1995 года.
Сергей Наумчик — депутат Верховного Совета Республики Беларусь XII созыва, член парламентской оппозиции БНФ, утверждает, что Шушкевич сначала выступал за принятие Верховным Советом новой Конституции, а затем за досрочные выборы. Как пишет Наумчик в своих воспоминаниях, «Шушкевич был убежден, что с Верховным Советом 12-го созыва можно работать, что депутаты, все эти бывшие секретари райкомов и действующие председатели колхозов, генералы и заместители министров, способны воспринять демократические идеи и воплотить их в Основном законе».

##### На этапе политической конфронтации (1992—1994 годы)
Период 1989—1992 годов — это время триумфов БНФ, которому удалось осуществить все свои цели: достижения белорусской независимости, объявления белорусского языка единственным государственным, введения программы белорусизации, принятия национальной символики в качестве государственной и запрета КПБ. Однако все эти достижения были результатом деятельности не столько Фронта, сколько результатом действия факторов и сил за пределами Беларуси.
Первая крупная неудача БНФ наступила осенью 1992 года, когда Верховный Совет отказался от проведения досрочных парламентских выборов. С этого момента закончился период отступления номенклатуры. Перегруппировав свои силы, она повела решительное наступление на позиции, отвоеванные национал-демократами. В Верховном Совете усилились нападки на базовые ценности государства: гражданство, государственный язык, герб и флаг, нейтралитет, суверенитет, рыночные реформы, частную собственность на землю.
На протяжении всего 1993 года политическое противостояние в Беларуси проходило, главным образом, вокруг вопроса о формах национального суверенитета и способах его укрепления, и в связи с этим — об отношениях с Россией. Вопрос о реформировании политической и экономической системы отошёл в определённой степени на задний план.
4 февраля 1993 года белорусский парламент отменил постановление от 25 августа 1991 года о временном прекращении деятельности КПБ—КПСС. Предложение восстановить деятельность компартии внес депутат от ветеранской фракции «Союз» Михаил Качан. Он настаивал на том, что были нарушены права 800 тысяч коммунистов Беларуси, а с учётом их семей — более 1 миллиона граждан. Станислав Шушкевич заявил, что отмена временного прекращения деятельности КПБ—КПСС позволит избежать «беспокойства в обществе».
Экономический кризис, углубившийся в Беларуси в 1993 году, содействовал усилению кризиса власти, росту политического противостояния. Руководство страны видело единственный выход из сложной ситуации в экономическом союзе с Россией, вступлении Беларуси в систему коллективной безопасности стран СНГ. 9 апреля 1993 года на 11-й внеочередной парламентской сессии было принято постановление, по которому Председателю Верховного Совета поручалось подписать от имени Республики Беларусь Договор о коллективной безопасности стран СНГ. Затем планировалось преобразование СНГ в конфедерацию.
Обострение внутриполитической ситуации в Беларуси привело к разрушению политического центра. Первым признаком этого процесса стало сближение позиций правительства, фракции «Беларусь» с прокоммунистическим флангом политического спектра, объединённым в Народное движение Беларуси (лидер — Сергей Гайдукевич). Сближение названных сил проявилось в общности позиций по вопросам отношений с Россией и странами СНГ, а также во время попытки отстранения Шушкевича от должности Председателя Верховного Совета.
Летом 1993 года, когда республика переживала острый энергетический кризис, негласный политический союз Совета Министров и прокоммунистического Народного движения Беларуси усилился. В пропагандистской кампании правительства появился новый нюанс. Если до этого разговор велся об экономическом союзе с Россией и другими странами СНГ, то теперь стала распространяться идея конфедерации стран Содружества и денонсации Беловежского соглашения. Наивысшей точки этот процесс достигнул в августе—сентябре 1993 года.
Вначале состоялась поездка в Москву четырёх депутатов Верховного Совета Республики Беларусь, в том числе руководителя фракции «Беларусь» Геннадия Козлова и Александра Лукашенко. Они провели переговоры о создании политического союза между Беларусью и Россией с Русланом Хасбулатовым и его окружением. Выбор собеседников, противников Бориса Ельцина, свидетельствовал о том, на какой основе представители правительства собирались создать новое объединение.
Затем состоялся организованный коммунистами т. н. «съезд народа Беларуси». Он представлял организации, идейно близкие ПКБ. Делегаты съезда утвердили резолюцию о необходимости денонсации Беловежского соглашения и объединения Беларуси с Россией и резолюцию с требованием включить в порядок дня парламентской сессии вопрос об отставке спикера белорусского парламента. На съезде присутствовали и выступили с приветственным словом Геннадий Козлов и Александр Лукашенко.
Вторым признаком размывания политического центра стало принципиальное расхождение главы государства и парламентского большинства по вопросу о присоединении Беларуси к Договору о коллективной безопасности стран СНГ. Позиция Шушкевича в этом вопросе заставила партию власти сосредоточить своё внимание на Председателе Верховного Совета, который, на её взгляд, был главным противником реинтеграции постсоветского пространства на белорусской политической арене и, таким образом, виновником экономического кризиса в республике.
В ответ на сближение правительства с коммунистическими организациями произошла консолидация сил на противоположном фланге. В октябре 1993 года Объединённая демократическая партия Беларуси, Белорусская социал-демократическая Громада и Белорусская крестьянская партия подписали Заявление об образовании объединения демократических сил «Весна–94». Главными принципами объединения являлись суверенность, безъядерный статус и нейтралитет Беларуси, а также переход республики к социальной рыночной экономике. В качестве ближайших задач рассматривались формирование коалиционного правительства и проведение выборов в Верховный Совет не позднее весны 1994 года.
Левоцентристская коалиция с самого начала пользовалась поддержкой Станислава Шушкевича, однако к ней не присоединился БНФ — формальным поводом являлся соблюдаемый коалицией принцип верховенства интереса личности над интересом народа. В реальности «Весну-94» и БНФ разделяли разные концепции борьбы за власть. На взгляд членов «Весны-94», пропаганда лозунгов национального возрождения в условиях низкой заинтересованности ними белорусским обществом не гарантировал успех на предстоящих выборах. Для БНФ же отказ от своих программных положений означал бы потерю смысла существования этой организации и принятие существующего положения культуры и национального самосознания.
Очередное обострение политической борьбы в Беларуси произошло осенью 1993 года. В августе и сентябре того же года поблизости Минска и в областях высокопоставленные чиновники Совета Министров, председатели облисполкомов и некоторые депутаты Верховного Совета провели ряд тайных собраний, на которых было решено осуществить процедуру отставки Шушкевича и форсировать введение института президентства под Кебича. Одним из инициаторов данных собраний и претендентом на должность спикера был председатель Гродненского облисполкома Дмитрий Арцименя. Однако 20 сентября 1993 года он был убит, вероятно, русской мафией, в результате чего Шушкевич сохранил свою должность.
Внутриполитическая ситуация в Беларуси осенью 1993 года также характеризовалась кульминацией разногласий между Кебичем и Шушкевичем. 15 сентября 1993 года на заседании Президиума Верховного Совета рассматривалась ситуация в топливно-энергетическом комплексе Беларуси. Отсутствие руководства Совета Министров на заседании вызвало возмущение членов Президиума.
В тот же день депутаты от БНФ — Зенон Позняк, Виктор Алампиев, Юрий Беленький, Владимир Заблоцкий, Сергей Наумчик — при содействии Шушкевича выступили по телевидению в прямом эфире. Во время эфира Позняк заявил:

«Я заметил, что впервые — сегодня на Президиуме председатель Верховного Совета вынужден был признать, что это правительство не способно управлять экономикой, управлять государством. То, что три года мы говорим, теперь они вынуждены были признать. Ну, понятно, предложили, что делать, какой выход? А выход понятен: в нормальных государствах идёт отставка правительства и новые выборы, либо формируется коалиционное правительство».
При этом Позняк указал в качестве основной причины кризисной ситуации само правительство:

«Независимость достигнута Народным Фронтом и демократическими силами, а государство оказалось в руках номенклатуры коммунистической, которая все время выступала против этой независимости. Для них государство не имеет никакой ценности. Они выступали против Возрождения, против языка. И вот это государство оказалось в их руках. Они никогда не руководили государством. Они не имеют этого опыта. При КПСС они исполняли указания из Москвы. И самое большое, чем они занимались — это строительство проселочных дорог».
16 сентября 1993 года во время поездки по Гомельской области Кебич признал полную несостоятельность СНГ и высказался за создание Советского Союза в обновлённом виде. На следующий день Шушкевич дал резкую отповедь премьеру, заявив на пресс-конференции: «Я считал и считаю, что в Вискулях мы хорошо поработали и подписали хорошие соглашения. Если Вячеслав Францевич считает их своей ошибкой, то, очевидно, следовало бы уступить своё место тем, кто это ошибкой не считает, и будет работать на основе этих соглашений, ратифицированных парламентом». Спикер также заявил, что Верховный Совет был «нагло обманут правительством», которое гарантировало поставку энергоресурсов белорусским хозяйственным субъектам. Возникшая в итоге критическая ситуация с топливом могла привести до невосполнимых потерь в сборе урожая.
В те же дни с Сергеем Наумчиком встретился один из советников Шушкевича, сообщивший, что конфликт между спикером и премьером достиг наивысшей точки и что глава государства просит парламентскую оппозицию инициировать проведение внеочередной сессии, на которой можно было бы поставить вопрос об отставке Кебича.
На просьбу Шушкевича оппозиция БНФ откликнулась заявлением, в котором призывала спикера срочно созвать внеочередную сессию Верховного Совета для решения вопросов об отставке Совета Министров и создании коалиционного правительства.
20 сентября 1993 года глава государства выступил в прямом теле- и радиоэфире, в ходе которого он высказался о причинах глубокого экономического кризиса в республике и путях выхода из него. На взгляд спикера, спад производства был обусловлен поддержкой правительством нерентабельных предприятий (более 430), отказом от всенародной приватизации, а также практически полным отсутствием в руководстве страны лиц, способных работать в рыночных условиях. В этой связи, как заявил Шушкевич, на ближайшем заседании Президиума Верховного Совета, которое состоится 29 сентября того же года, будет поставлен вопрос о созыве парламентской сессии. На ней, в свою очередь, будет решаться вопрос о доверии правительству.
29 сентября 1993 года состоялось очередное заседание Президиума Верховного Совета, на котором вместе с Шушкевичем присутствовал и Кебич. Тогда же глава государства воспрепятствовал попыткам оппозиции обсудить ответственность правительства за провал в обеспечении страны энергоресурсами. Из уст окружения премьер-министра стало известно, что накануне Шушкевич проконсультировался с представителями парламентского большинства, а также имел разговор непосредственно с Кебичем. Таким образом, спикер отказался от требования оппозиции об отставке правительства и его руководителя.
Большое влияние на политическую ситуацию в Беларуси оказал российский конституционный кризис 21 сентября — 4 октября 1993 года. До этого момента представлялась близкой окончательная победа правительства и поддерживавших его левых сил, поскольку объединение «Беларусь» намеревалось по предварительной договоренности со своими единомышленниками из Верховного Совета Российской Федерации внести одновременно в двух парламентах предложение о денонсации Беловежских соглашений, что стало бы предлогом к отставке подписантов этих соглашений (Ельцина и Шушкевича). Белорусские парламентарии, готовые ратифицировать соглашения об экономическом союзе и об объединении денежных систем, подводили экономический фундамент под политическую интеграцию. В этой связи белорусские демократические силы не имели реальной возможности изменить ситуацию — на их публичные акции собирались лишь небольшие группы их сторонников, поддержку правительственной линии оказывали как парламентское большинство, так и организации, отстаивающие интересы влиятельных социальных групп: директоров заводов, председателей колхозов, профсоюзных лидеров.
Итоги российского кризиса многое изменили. Шушкевич и демократические партии сразу же решительно поддержали Ельцина, их оппоненты — Народное движение Беларуси и объединение «Беларусь» — так же решительно встали на сторону российского парламента. Кебич, в свою очередь, предпочел уклониться от прямых оценок московских событий.
6 октября 1993 года по желанию Шушкевича в его рабочем кабинете прошла встреча с депутатами от оппозиции БНФ Зеноном Позняком, Валентином Голубевым, Сергеем Наумчиком, Олегом Трусовым, Павлом Холодом. Во время встречи оппозиция настаивала, чтобы спикер воспользовался благоприятным для него и демократических сил моментом — победой Ельцина над российским парламентом, провалом экономической политики белорусского правительства — и потребовал отставки Кебича, формирования переходного коалиционного правительства и назначения новых выборов в Верховный Совет. Однако Шушкевич отказался выполнять требования оппозиции, аргументируя тем, что она не предоставила ему проекты документов для созыва внеочередной сессии.
Разговор спикера с оппозицией был записан Наумчиком на диктофон. Выдержки из разговора он приводит в своих мемуарах:

Зенон Позняк: «Та работа, которую делает Кебич — активная работа по развалу государства — Республики Беларусь, по уничтожению её суверенитета, — она целиком поддерживается Вашей позицией. Вашей позицией ничегонеделания, безынициативности… Вы не используете момент. Завтра будет поздно. „Хороша ложка к обеду“. Вы продолжаете ту самую политику, которую наметил Кебич по ликвидации наших возможностей в финансово-кредитной системе, то, что Вы сейчас поддерживаете объединение денежных систем — это полная ликвидация суверенитета. И в этой ситуации, если Вы не используйте сейчас — а с каждым днем Ваши возможности падают — если Вы не используйте сейчас минимальных возможностей, то 9 ноября [предполагаемое начало очередной сессии Верховного Совета] скорее всего Вас не будет. Не будет кому-либо Вас поддерживать».
Станислав Шушкевич: «Хорошо, спасибо, у Вас все? Значит, я понимаю, что ваше обращение направлено на то, чтобы, не дай Боже, я не потерял своей позиции, не потерял поддержки, и вы просто обратились ко мне, чтобы меня поддержать. Я вам благодарен».
Зенон Позняк: «Нет, не так. Простите, что Вы, что Кебич — для нас одно и то же. И если были бы гарантии — вам надо идти обоим. Потому что не может быть государство заложником двух посредственных людей, которые между собой как бараны стали, и толкаются. Вот что: Вы несете такую же ответственность, как Кебич, за это все, и Вы должны про это знать…»

Станислав Шушкевич: «Хорошо. Значит, если объяснить вашу позицию, вы мне круг спасательный бросаете. А я вам говорю: не надо!..»
К 9 ноября 1993 года — дню начала сессии Верховного Совета — депутаты оправились от октябрьского шока и не согласились даже включить в повестку дня предложение об отставке правительства. Несмотря на возражения оппозиции, парламент ратифицировал Соглашение об объединении денежной системы Республики Беларусь с денежной системой Российской Федерации. Шушкевич при голосовании воздержался.
Результаты парламентских выборов в России содействовали активизации прокоммунистических и проправительственных сил в Беларуси. Через два дня после проведения выборов 14 декабря 1993 года с докладом на сессии Верховного Совета выступил председатель временной парламентской комиссии по борьбе с коррупцией Александр Лукашенко, обвинивший в причастности к незаконной деятельности почти всех высокопоставленных лиц государства. Однако вскоре стало очевидно, что острие доклада было направлено, прежде всего, против Шушкевича и других демократов. 15 декабря 1993 года в ходе обсуждения депутатами доклада Лукашенко председатель временной комиссии по борьбе с коррупцией обвинил спикера в пользовании услугами ремонтно-строительного управления Совета Министров. При этом, как утверждал Лукашенко, оплата за услуги управления, которое работало у Шушкевича на четырёх точках, существенно занижалась. Именно тогда была подготовлена почва для отставки спикера, чему помешала его внезапная болезнь.
В конце декабря 1993 года в «Народной газете» были опубликованы справочные документы ремонтно-строительного управления Совета Министров, поступившие в Секретариат Верховного Совета. Согласно этим документам, на 15 декабря 1993 года недоплата Шушкевича по четырём объектам составляла 20 357 белорусских рублей. Однако она не была признана. Доставка строительных материалов и выполнение ремонтно-строительных работ требовало определённого промежутка времени. Плата за обслуживание взималась предварительно и учитывала стоимость материалов и услуг в ценах на момент внесения денег. Списание же материалов производилось по мере выполнения работ по фактической себестоимости. Разрыв по времени, как правило, составлял от месяца и более. За это время инфляционные процессы увеличили стоимость материалов. Таким образом, недоплата фактически отсутствовала.
Время с января по июль 1994 года представляет собой второй подэтап переходного периода, последовавшего за обретением Беларусью независимости. Это было время усиления позиций партии власти путем разрыва хрупкого компромисса с национальной оппозицией. Разногласия касательно принятия ключевых решений по системе государственной власти и приближавшийся срок окончания полномочий Верховного Совета в условиях высокой политической неопределенности побуждали окружение Кебича занять более конфронтационную позицию по отношению к оппозиции и принять меры по ограничению её влияния на дальнейший ход политических процессов.
Период хрупкого равновесия в белорусской политической жизни начался с назначения Шушкевича спикером парламента. Он служил буфером между ослабленной, но по-прежнему доминировавшей в государстве, партией власти и национал-демократической оппозицией. О том, что этот компромисс носил лишь поверхностный характер, свидетельствуют действия правящей элиты по устранению влияния оппозиции. После того как в 1993 году импульс национальных сил ослаб, мобилизационный потенциал БНФ снизился, а граждане разочаровались в идее демократизации, левоцентристский лагерь независимости, сосредоточенный вокруг спикера парламента, стал главным противником партии власти.
Помимо личного соперничества Кебича и пользовавшегося относительно высоким общественным доверием Шушкевича, конфликт 1993—1994 годов носил ценностный характер. Если партия власти стремилась как можно скорее добиться политической и экономической интеграции с Россией, то Шушкевич был готов пойти на компромисс с номенклатурой по любому вопросу, кроме ограничения суверенитета государства или его ликвидации.
Формально любое решение о возможном сотрудничестве с Россией зависело от окончательного решения главы государства, поэтому Шушкевич мог торпедировать инициативы правительства. В этой связи партия власти стала стремиться ослабить политические позиции сторонников Шушкевича, включая Министра внутренних дел Владимира Егорова и Председателя КГБ Эдуарда Ширковского (которые, в свою очередь, находились в конфликте с правительственным секретарем по национальной безопасности и борьбе с преступностью Геннадием Даниловым).
Подписание правительством Кебича в сентябре 1993 года Соглашения об объединении денежной системы Республики Беларусь с денежной системой Российской Федерации подтвердило, что оппозиция не в состоянии блокировать решения партии власти. Вступление в силу белорусско-российского соглашения в начале 1994 года связывалось не только с большими общественными надеждами, подогреваемыми правительственными СМИ, но и с периодическими потрясениями в экономике — предприятия, ожидавшие введения российского рубля, приостановили производство и реализацию своей продукции.
В связи с этим, ввиду относительной слабости оппозиционных сил и приближавшегося окончания срока полномочий Верховного Совета, чему должно было предшествовать принятие новой Конституции, правящая элита стала стремиться к ограничению влияния политических оппонентов и эффективному проведению выборов с целью укрепления своих позиций в государстве. Ожидаемый партией власти быстрый экономический подъём от валютного соглашения с Россией должен был послужить активом в процессе обновления легитимности и создания нового политического режима, уже без балласта в виде национальной оппозиции. Это ознаменовало поспешные действия партии власти, окончание конструктивного периода в развитии белорусской политической системы и переход к открытому противостоянию. Данный процесс проходил в два этапа: сначала окружение Кебича удалило из своих рядов политиков, подозреваемых в контактах с БНФ и действующих в ущерб правящей элите, а затем отстранение Шушкевича от должности спикера парламента из-за представляемой им наибольшей угрозы успешного осуществления плана по удержанию власти правящей элитой.
На первом этапе выявился конфликт в рядах власти между окружением Кебича с единственными сторонниками Шушкевича в правительственных структурах. Министр внутренних дел Владимир Егоров и Председатель КГБ Эдуард Ширковский, проявляя все большую самостоятельность и стремясь укрепить позиции окружения Шушкевича, в ноябре 1993 года выступили с открытым письмом на имя руководителей парламента и правительства, в котором критиковали Геннадия Данилова — правую руку Кебича — за некомпетентную политику по отношению к силовым министерствам. Таким образом, спор на идеологической почве перерос в открытый конфликт между партией власти и окружением Шушкевича.
Кебич, руководствуясь связями Егорова и Ширковского с Шушкевичем, а также их национальными симпатиями, решил отправить силовых министров в отставку. Непосредственным поводом для отстранения обоих силовиков стало дело литовских коммунистов Миколаса Бурокявичюса и Юозаса Ермолавичюса. Лукашенко попытался воспользоваться случаем кадровых перестановок в органах государственной власти, потребовав отставки Кебича и Шушкевича, что свидетельствовало о его растущих амбициях и стремлении занять более высокую государственную должность.
Обнищание населения и экономический кризис сделали обвинения в коррупции эффективным политическим инструментом. При этом Лукашенко перехватил антикоррупционную риторику из рук окружения Кебича и развил её в свою пользу, нанеся удары по её инициаторам: и премьер-министру, и спикеру парламента.
Краткосрочный визит президента США в Минск в начале 1994 года оказал большое влияние на внутриполитическую ситуацию в Беларуси. Ясная позиция Билла Клинтона, поддержавшего ускорение демократизации и рыночных реформ, укрепила позиции Шушкевича и Позняка как демократичных политиков, поставив в неудобное положение окружение Кебича, которое, наоборот, пыталось сорвать визит американского президента. Этот визит, в условиях приближавшегося завершения работы над новой Конституцией и запланированных президентских выборов, добавлял престиж спикеру парламента, тем более что во время его проведения контакты Кебича и его коллег с Клинтоном свелись к минимуму. Своеобразной реакцией правящей элиты на полученную Шушкевичем поддержку от американского гостя стало обвинение белорусского лидера в причастности к коррупции в результате расследования Антикоррупционной комиссии Лукашенко.
Отставка Шушкевича представляет собой логический конец периода хрупкого политического равновесия, в последней стадии которого отчетливо была заметна тенденция к восстановлению позиций партии власти при сохранявшейся слабости и внутренних конфликтах оппозиционных сил.

##### Присоединение Беларуси к Договору о коллективной безопасности стран СНГ 1992 года
Проявлением расхождений во взглядах депутатов Верховного Совета на видение будущего Беларуси, её внешней политики и безопасности и, в особенности, характера двухсторонних отношений с Россией стал многомесячный вопрос о вступлении Республики Беларусь к Договору о коллективной безопасности стран СНГ 1992 года.
В марте 1993 года в поддержку присоединения к Договору выступили премьер-министр Вячеслав Кебич и министр обороны Павел Козловский. Они оправдывали свою позицию тем, что без тесного сотрудничества с Россией Беларусь не сможет сохранить свои вооруженные силы и спасти от краха оборонную промышленность, обслуживавшей до недавнего времени Советскую армию. Станислав Шушкевич, в свою очередь, высказался против вступления Республики Беларусь к Договору. Его позиция основывалась на Декларации о государственном суверенитете Республики Беларусь, провозглашавшей нейтральный, безъядерный статус государства.
В апреле 1993 года в ходе работы внеочередной 11-й сессии Верховного Совета Шушкевич предложил обратиться к Литве, Латвии, Эстонии, Польше, Румынии, Молдове, Украине и другим странам с призывом провозглашения нейтралитета и создания пояса нейтральных государств в Европе. По мнению спикера парламента, это гарантировало бы безопасность страны.
Помимо этого Шушкевич выдвинул предложение провести референдум по следующему вопросу: «Поддерживаете ли Вы нейтралитет Республики Беларусь, который предусматривает отказ от вступления Республики Беларусь в любые военно-политические союзы с другими государствами или их объединениями?» В случае если народ проголосовал бы против нейтралитета, глава государства обещал подать в отставку.
В соответствии с постановлением белорусского парламента от 9 апреля 1993 года, Шушкевичу поручалось подписать Договор о коллективной безопасности стран СНГ с заявлением о соответствующих оговорках. Также постановление предусматривало включение в повестку дня очередной парламентской сессии вопроса о проведении обязательного республиканского референдума по важным вопросам внутриполитической и внешнеполитической жизни республики, в том числе о присоединении Республики Беларусь к Договору о коллективной безопасности.
Впоследствии Шушкевич снял своё предложение о референдуме, осознав, что оно не будет поддержано парламентом. 28 мая 1993 года спикер отправил официальное сообщение главам государств СНГ, в котором говорилось о факте подписания Договора со стороны Беларуси.
К июлю 1993 года прошло несколько саммитов СНГ, однако Шушкевич так и не подписал Договор. По его мнению, присоединение к Договору с какими-либо оговорками было исключено, так как в соответствии с ч. II, ст. 10 рассматриваемого документа поправки можно было внести только после подписания республикой Договора и с согласия всех участников. Таким образом, существовала опасность отправки белорусской армии в «горячие точки» СНГ.
Дискуссии о коллективной безопасности резко ухудшили позиции Шушкевича. Летом 1993 года вопрос о доверии к спикеру был поставлен на голосование, и лишь нескольких голосов не хватило, чтобы отправить его в отставку. Во многом обвинения в адрес Шушкевича носили личный характер. Тем более что далеко не все, кто голосовал против него, были представителями объединения «Беларусь». К оппонентам главы государства также относились фракция коммунистов, группа «Согласие» Геннадия Карпенко и независимые депутаты. На взгляд депутатов, спикер не справлялся со своими обязанностями, а главное, не хотел брать ответственность за критическое положение, в первую очередь, экономики в стране. Кроме того, ему в вину ставились распад СССР, разрыв связей с бывшими советскими республиками, запланированный в будущем визит в США, а также обвинения в якобы имевшимся аморальности, низком профессиональном уровне, злоупотреблении своим служебным положением. 31 декабря 1993 года под давлением парламентского большинства глава государства подписал Договор о коллективной безопасности, отправив соответствующий лист в Исполнительный секретариат СНГ.

##### Деятельность временной парламентской комиссии по борьбе с коррупцией (1993—1994 годы)
Постоянным и важным элементом политической жизни Беларуси 1991—1994 годов являлись экономические проблемы, регулярно освещавшие конфликт между высшим руководством и оппозицией. Если на первоначальном этапе правящая элита объясняла эти проблемы объективными явлениями, в частности, распадом существовавших связей с бывшими советскими республиками и изменением модели хозяйствования, то со второй половины 1992 года они стали инструментом в борьбе с соперниками, неизменно связывавшими решение трудностей со скорейшим устранением от власти номенклатуры.
4 июня 1993 года в Верховном Совете обсуждался вопрос об образовании временной комиссии по изучению деятельности коммерческих структур, действующих при республиканских и местных органах власти (в народе она получила известность как антикоррупционная). На должность председателя комиссии депутат Анатолий Лебедько выдвинул кандидатуру Александра Лукашенко. Станислав Шушкевич горячо поддержал эту инициативу: «Мне так хотелось, чтобы Лукашенко был большим начальником». Из 207 депутатов за Лукашенко проголосовали 198 и лишь четыре — против.
Выдвижение Лукашенко стало результатом договоренности молодых депутатов, а также их вероятной консультации с Шушкевичем. Возможно, этим объясняется активная поддержка спикером кандидатуры Лукашенко. Кроме того, голосуя за Лукашенко, депутаты, в том числе Шушкевич, рассчитывали, что будут держать комиссию под полным контролем и в любой момент смогут распустить её. В целом, депутаты, поддержавшие Лукашенко, полагали, что его комиссия никогда не станет серьёзным политическим игроком, не выдержит конкуренции с парламентом и правительством.
Работа временной комиссии развернулась в период между 12-й и 13-й сессиями парламента (июль—ноябрь 1993 года). В рассматриваемый промежуток времени депутат Верховного Совета и член оппозиции БНФ Сергей Антончик обвинял Лукашенко в том, что тот «подмял» комиссию под себя, занимается не анализом глубинных причин коррупции, а сбором компромата. Более того, Антончик утверждал, что деятельность комиссии контролируется Кебичем, с которым, по словам депутата, Лукашенко консультировался. Впоследствии первый руководитель независимой Беларуси выражал убеждённость, что компрометирующие его материалы передавались Лукашенко окружением Кебича.
Шушкевич, очевидно, почувствовал опасность, исходящую для него от комиссии, поэтому предпринял определённые контрмеры для того, чтобы самому констатировать в Беларуси наличие экономической преступности. Так, 27 июля 1993 года спикер парламента говорил об опасности союза коррумпированной номенклатуры и мафиозных коммерческих структур. Шушкевич утверждал, что вместо рынка собственников господствует номенклатурный бизнес, а исполнительная власть не заинтересована в приватизации.
В ответ на выступление главы государства Лукашенко в августе 1993 года направил ему записку следующего содержания:

 «Сообщаю, что комиссия проделала определённый объём работы по организации её деятельности, выявлению и изучению фактов коррупции и органах власти, на государственных предприятиях, в министерствах и ведомствах. Однозначный вывод: в основе коррупции — несовершенство законодательства, отсутствие контроля над исполнением законов, бездеятельность чиновников и многое другое. Центральным звеном негативных процессов стали различного рода коммерческие структуры. Я в целом поддерживаю Ваше выступление 27 июля и прошу прислать в комиссию информацию с тезисами. Комиссию интересуют конкретные факты, подтверждающие Ваши выводы, перечень должностных лиц, прежде всего, высшего эшелона власти, причастных к антиморальной и незаконной деятельности».
Свой итоговый доклад Лукашенко зачитал 14 декабря 1993 года. Поскольку Шушкевич в тот день находился с визитом в Узбекистане, его сторонники попытались перенести слушание доклада по возвращении спикера. Однако Лукашенко убедил депутатов отказаться от этой идеи. По требованию самого докладчика и большинства депутатов была включена прямая теле- и радиотрансляция с заседания парламентской сессии.
Антикоррупционный доклад вызвал большой ажиотаж в Верховном Совете. Причём ничего сенсационного в выступлении Лукашенко не было. Источниками его доклада стали материалы прокуратуры, МВД и КГБ, которые не имели достаточных доказательств и поэтому не были к тому времени обнародованы и не имели судебной перспективы. Многие факты были спорными и труднодоказуемыми.
Депутат Станислав Титков следующим образом охарактеризовал доклад Лукашенко: «Преобладают эмоциональные перечисления криминальных эпизодов, смакование пикантных обстоятельств. Не хватает тонкого юридического анализа, квалификации преступлений».
Пять лет спустя Государственный секретарь Республики Беларусь по борьбе с преступностью и национальной безопасности в 1993—1994 годах Геннадий Данилов вспоминал, что Лукашенко как председатель комиссии отправил все материалы в Совет Министров для ответного заключения, и по памяти приложил список фамилий сорока должностных лиц. Затем была подготовлена резолюция премьер-министра Вячеслава Кебича с просьбой Генеральному прокурору Василию Шолодонову рассмотреть все предложения Лукашенко и внести рекомендации в правительство. Через месяц Шолодонов прислал ответ, по которому, опираясь на все материалы доклада, касающихся конкретных должностных лиц, нет никаких оснований для привлечения их к уголовной ответственности.
Выступление Лукашенко парализовало работу парламента на три дня. 16 декабря 1993 года состоялось закрытое заседание сессии Верховного Совета по вопросу доклада Лукашенко. Спикер и глава Антикоррупционной комиссии обменялись нелицеприятными репликами в адрес друг друга. При этом Лукашенко обвинил Шушкевича во внешнеполитических махинациях: якобы Председатель Верховного Совета выдал США двух представителей Беларуси в ООН, в прошлом — разведчиков советского ГРУ, и поддерживал американских дипломатов, осуществлявших в республике подрывную деятельность.
Реакция спикера была жёсткой. Его поддержали представители парламентской оппозиции БНФ, обвинившие Лукашенко в незаконной продаже автомобилей в совхозе «Городец», а сам Шушкевич назвал Лукашенко преступником.
После перерыва Первый заместитель Председателя Верховного Совета Вячеслав Кузнецов сообщил депутатам, что Шушкевич не может продолжать заседание сессии. По словам Кузнецова, спикер был госпитализирован с гипертоническим кризом.
Одного доклада оказалось недостаточно, чтобы отправить Шушкевича в отставку. Повод для очередной атаки появился 15 января 1994 года, когда представителям литовской прокураторы были выданы скрывавшиеся в Минске лидеры литовской компартии Миколас Бурокявичюс и Юозас Ермолавичюс, причастные к кровавым событиям в Вильнюсе в январе 1991 года. В Верховном Совете было устроено многодневное разбирательство, руководители силовых органов были обвинены в нарушении условий договора о правовой помощи с Литвой. Комиссия по законности, вопросам правопорядка и борьбы с преступностью (председатель — Мечислав Гриб) предложила уволить за данный инцидент Министра внутренних дел Владимира Егорова и Председателя КГБ Эдуарда Ширковского, ориентировавшихся на Шушкевича. Министров отправили в отставку, после чего вопрос плавно перешёл к спикеру, обвинив его в утрате контроля над правоохранительными органами.
Затем слово взял Лукашенко, обвинивший Шушкевича, во-первых, в незаконном выделении 200 гектаров земли под Минском для строительства промышленной зоны: якобы Верховный Совет отказал в выделении, но Президиум под давлением Шушкевича все же предоставил разрешение на землю. Во-вторых, по утверждению Лукашенко, в период с января 1992 по октябрь 1993 годов Шушкевич пользовался услугами ремонтно-строительного управления Главного хозяйственного управления Совета Министров для ремонта собственных квартиры и дачи, оформив для этого 15 договоров. Поскольку Шушкевич оплатил все договоры, Лукашенко вынужден был заявить, что спикер не имел права пользоваться услугами ремонтно-хозяйственного управления, которое обслуживает только административные здания. В-третьих, Лукашенко упрекнул Шушкевича за организацию визита американского президента Билла Клинтона в Минск: якобы этот визит приуменьшил суверенитет Беларуси.
26 января 1994 года Верховный Совет обсуждал постановление по докладу главы Антикоррупционной комиссии. В предложенном Лукашенко проекте постановления основными были два пункта: придать временной комиссии статус постоянной и отправить руководителей парламента и правительства в отставку. Первый пункт не прошёл, а второй был одобрен депутатами. В результате тайного голосования Кебич сохранил свой пост, а Шушкевич был смещён с должности Председателя Верховного Совета «в связи с непринятием мер по борьбе с коррупцией, отсутствием контроля над работой правоохранительных органов и проявленную личную нескромность».
Истинные причины отставки Шушкевича лежали значительно глубже, чем указывалось в постановлении, подготовленном Лукашенко. Прежде всего, парламентское большинство не устраивало резко отрицательное отношение спикера парламента по поводу присоединения Республики Беларусь к Договору о коллективной безопасности стран СНГ, неопределённость в объединении денежных систем России и Беларуси, колебания по вопросам государственного устройства республики. На пресс-конференции, посвящённой отставке Шушкевича, Александр Лукашенко, Дмитрий Булахов, Виктор Гончар поставили ему в вину некомпетентность, дезорганизацию работы Верховного Совета и его Президиума, нагнетание противостояния между парламентом и правительством, отсутствие собственной политики.
Антикоррупционная комиссия Лукашенко прекратила своё существование на основании устного распоряжения Мечислава Гриба, и с 4 апреля 1994 года её помещения были опечатаны. В качестве председателя этой комиссии Лукашенко получил всенародную популярность, закрепив за собой статус восходящей политической звезды.

##### Процедура отставки
Отрицательная позиция Шушкевича к присоединению Республики Беларусь к Договору о коллективной безопасности стран СНГ резко пошатнула его позиции в Верховном Совете. Представители парламентского большинства, в первую очередь, проправительственной фракции «Беларусь», стали открыто требовать отставки спикера. Причём недовольство депутатов выходило далеко за рамки Ташкентского договора и затрагивало всю деятельность Председателя Верховного Совета. 30 июня 1993 года будущий президент Беларуси, а тогда ещё народный депутат Александр Лукашенко прямо заявил главе государства: «Да, действительно, вопрос об отставке спикера обсуждается давно. Я буду против Вас, экономикой Вы не занимаетесь».
Первая попытка депутатов отстранить Шушкевича от должности Председателя Верховного Совета состоялась в конце июня — начале июля 1993 года. 1 июля 1993 года было проведено тайное голосование по вопросу «Вы доверяете Председателю Верховного Совета Республики Беларусь С. С. Шушкевичу? Да? Нет?» За недоверие спикеру высказались 166 человек, за доверие — лишь 27. Несмотря на то, что для принятия решения не хватило всего восемь голосов, фактически это означало политическое поражение Шушкевича.
14 декабря 1993 года по результатам работы временной комиссии по изучению деятельности коммерческих структур при республиканских и местных органах власти Лукашенко зачитал свой доклад. «Красной нитью» доклада являлась констатация того факта, что коррупция при попустительстве властей поразила все сферы жизни общества. Однако Шушкевич в это время находился с визитом в Ташкенте, поэтому не присутствовал на докладе. Тем не менее, депутатам нужен был только повод, чтобы отправить спикера в отставку.
15 января 1994 года сотрудники литовских спецслужб арестовали на территории Беларуси двух крупных руководителей компартии Литвы — Миколаса Бурокявичюса и Юозаса Ермалавичюса, причастных к организации событий в Литве в январе 1991 года. При полном попустительстве белорусских правоохранительных органов и пограничников оба литовца были беспрепятственно перевезены через контрольно-пропускной пункт «Каменный Лог». В связи с этим Верховный Совет организовал процедуру именного голосования о доверии к должностным лицам: Генеральному прокурору, Министру внутренних дел, Председателю КГБ. По результатам именного голосования 25 января 1994 года Министр внутренних дел Владимир Егоров и Председатель КГБ Эдуард Ширковский были отправлены в отставку. Однако за недоверие к Василию Шолодонову высказалось минимальное количество депутатов.
Депутаты, расправившись с Егоровым и Ширковским, требовали отставки Шушкевича. С этой целью группа, возглавляемая Петром Прокоповичем, собрала 100 подписей парламентариев (сторонников Кебича), чтобы подготовить проект постановления об отзыве спикера. Желание отставки подогревалось завершением работы над проектом новой Конституции, вводившей институт президентства. В глазах парламентского большинства председатель правительства рассматривался в качестве главного претендента на президентский пост.
Проправительственное лобби в Верховном Совете попыталось использовать молодых депутатов (Александра Лукашенко, Виктора Гончара, Дмитрия Булахова) в качестве «ударного кулака», который должен был «свалить» Шушкевича. К полной неожиданности премьер-министра депутаты пошли дальше, потребовав освободить Кебича от занимаемой должности.
В результате в проекте постановления Лукашенко, подкорректированном юристами Гончаром и Булаховым, было записано: включить в повестку дня вопросы об отзыве С. С. Шушкевича и освобождении от должности В. Ф. Кебича. Проект был принят с минимальным перевесом: 179 — «за» при кворуме в 174.
Формально Шушкевич был обвинен в личной нескромности, непринятии эффективных антикоррупционных мер, нецелесообразном выделении земельных участков. При этом Лукашенко указал истинную причину необходимости отставки главы государства: «Станислав Станиславович, неужели вы думаете, что мы ставим вопрос об отзыве на основании двух килограмм гвоздей, которые Вы неправильно оформили?.. Вы не состоялись как высшее должностное лицо, дезорганизовали работу Верховного Совета, не выполняете свои конституционные функции».
Вечером 26 января 1994 года стали известны итоги тайного голосования. За отставку Кебича проголосовал 101 депутат, против — 175. В свою очередь, за отзыв Шушкевича выступило 209 депутатов, против — только 36.
Об отставке спикера депутат Верховного Совета XII созыва и министр сельского хозяйства в 1994—1997 годах Василий Леонов вспоминает следующее:

 «Я помню ту сессию, когда снимали с должности главы парламента Станислава Шушкевича. Снимали не только за то, что при его попустительстве литовским спецслужбам выдали нашедших в Беларуси приют литовских ортодоксальных коммунистов. Надоело его отнекивание, постоянные отказы от властных действий. Ему говорили: „Ладно, Кебич не хочет — так давай, ты предлагай!“ Но он тоже не предлагал ничего. И выдача коммунистов стала событием-детонатором, спровоцировала парламентский взрыв. Не хочу сказать, что это был какой-то заговор. Меня, например, никто не уговаривал и не агитировал голосовать против Шушкевича. И многих других депутатов, с кем приходилось и тогда, и позже беседовать на эту тему. Просто — накопились усталость и раздражение. Шушкевич, Кебич, генпрокурор Василий Шолодонов, председатель КГБ Эдуард Ширковский, министр внутренних дел Владимир Егоров фактически начали топить друг друга в своих выступлениях, в том числе, конечно, Шушкевича. Они противоречили друг другу, и это ещё больше подливало масла в огонь. Но никто не думал, что эта свара приведет к немедленной отставке высшего должностного лица государства. Об этом свидетельствует и тот факт, что у парламентского большинства не оказалось даже продуманной и согласованной кандидатуры вместо Шушкевича. Лишь потом у кого-то всплыло имя Мечислава Гриба». 

### После отставки

#### Участие в выборах Президента Республики Беларусь 1994 года
29 марта 1994 года Верховный Совет Республики Беларусь принял закон «О выборах Президента Республики Беларусь». Кандидатом в президенты мог быть гражданин Республики Беларусь не моложе 35 лет, обладавший избирательным правом и проживавший в Республике Беларусь не менее 10 лет. Для выдвижения кандидатом в президенты необходимо было собрать не менее 100 тысяч подписей избирателей либо 70 подписей депутатов Верховного Совета. Не запрещалось собирать подписи избирателей и депутатов одному и тому же кандидату одновременно.
30 марта 1994 года Верховный Совет Республики Беларусь принял постановление «О проведении выборов Президента Республики Беларусь», в соответствии с которым день выборов Президента Республики Беларусь был назначен на 23 июня 1994 года.
6 апреля 1994 года Центральная комиссия по выборам Президента Республики Беларусь приняла постановление «О сокращенных сроках проведения некоторых предварительных мероприятий при выборе первого Президента Республики Беларусь», которое предусматривало выдвижение кандидатов в Президенты Республики Беларусь, начиная с 25 апреля и заканчивая 14 мая 1994 года.
1 марта 1994 года на заседании Координационного комитета Объединения демократических сил «Весна–94» обсуждались вопросы о возможном проведении президентских выборов и о предполагаемых кандидатурах на должность президента от ОДС «Весна-94». Поскольку Конституция и Закон «О выборах Президента» тогда ещё не были приняты, обсуждение этих вопросов было решено отложить до следующего заседания Координационного комитета.
11 марта 1994 года в газете «Вечерний Минск» было опубликовано заявление Исполкома БСДГ, которое содержало призыв ко всем демократическим общественным объединениям и политикам создать демократический блок и выдвинуть на президентских выборах единого кандидата, которым, на взгляд БСДГ, мог бы стать Станислав Шушкевич.
15 марта 1994 года Шушкевич официально вступил в ОДС «Весна-94» в качестве индивидуального члена. 22 марта 1994 года Координационный комитет ОДС «Весна-94» решил поддержать Шушкевича в качестве кандидата в президенты в случае проведения президентских выборов. Инициативную группу Шушкевича, включавшую 1420 человек, возглавил Олег Трусов. Всего инициативная группа собрала 123 552 подписи избирателей. Ставку на Шушкевича сделала Объединенная демократическая партия.
Однако партия БНФ не поддержала выдвижение Шушкевича и пошла на выборы самостоятельно. Руководство БНФ рассчитывало на победу Зенона Позняка, за которого в дальнейшем будет собрано больше подписей избирателей, чем за Шушкевича.
В основе разногласий между Шушкевичем и Позняком лежали разные подходы в определении зрелости белорусского национального самосознания, разное понимание ими темпов и методов проведения политики дальнейшей белорусизации, а также политического и экономического реформирования в условиях денационализированного общества. Два десятилетия спустя первый руководитель независимой Беларуси по этому поводу вспоминал следующее:

«Беларусь была сильно русифицирована, растворена, и мы расходились… БНФ хотел искренне воспитывать белорусов, но они забыли, что есть масса, которая этого не понимает, отвыкла от белорусскости, которую нужно просвещать. И эта масса их не поддержала».
Предвыборная программа Шушкевича была опубликована в июне 1994 года в ряде общереспубликанских газет под названием «Государственность, демократия, рынок — путь к благополучию». Основные положения экономической части программы были следующие: неотложное создание эффективной финансовой системы на базе конвертируемой денежной единицы; максимальное снижение налогового бремени для стимулирования производства; быстрое создание в экономике значительного негосударственного сектора; начало структурной перестройки сельского хозяйства при полной свободе выбора форм хозяйствования и собственности; сохранение и расширение рынков сбыта и источников ресурсов во внешнеэкономической деятельности; решительное обновление и сокращение структуры власти; осуществление политики неотложной материальной помощи населению, в первую очередь, социально незащищенным.
Из всех представленных на президентских выборах кандидатов имидж Шушкевича, на первый взгляд, наиболее полно подходил ментальности белорусов. Взвешенность, осмотрительность, терпимость, приверженность закону, образованность, отсутствие связей со старым аппаратом, мировая известность долгое время импонировали людям, что позволяло ему быть бесспорным лидером во всех социологических опросах 1991—1992 годов.
Однако с усилением экономического кризиса рейтинг Шушкевича начал падать. Его драма как политика состояла в том, что он оказался как бы заложником демократического процесса. Будучи Председателем Верховного Совета и формально являясь высшим должностным лицом в государстве, Шушкевич представлялся в общественном сознании как главная фигура всей государственной власти. Хотя реальная власть была у Совета Министров, вина за экономический провал упал и на него. Положение усугублялось тем, что электорат с трудом воспринимал главу государства в образе интеллигента.
В ходе первых президентских выборов предвыборная агитация Шушкевича была организована непрофессионально. Он, возможно, был единственным претендентом, рейтинг которого во время всей избирательной кампании падал. Ставка делалась только на личное обаяние кандидата, убедительность его устных выступлений. Шушкевич разговаривал с избирателями о том, что было интересно и понятно ему самому. Запросы избирателей, их понимание ситуации кандидат рассматривал как заблуждение, в котором необходимо всех разубедить.
Во время избирательной кампании положение Шушкевича ухудшил один существенный недостаток его имиджа, который можно охарактеризовать как расплывчатость политического образа. В ходе предвыборной борьбы экс-спикер не только не нейтрализовал этот изъян, но даже усилил его. Из всех кандидатов только у Шушкевича не было одной центральной и понятной обществу идеи. Его лозунг «Государственность, демократия, рынок» был очень абстрактным, отвлеченным и не соответствовал насущным запросам электората.
Первый тур президентских выборов состоялся 23 июня 1994 года. Шушкевич занял на них четвёртое место, получив 9,91 % голосов от принявших участие в голосовании. Во втором туре выборов, который состоялся 10 июля 1994 года, с результатом 80,34 % голосов от принявших участие в голосовании победил Александр Лукашенко. Первым Президентом Республики Беларусь был избран Александр Лукашенко.
Шушкевич на президентских выборах 1994 года:
|  |  |

#### Депутат Верховного Совета Республики Беларусь
В 1995 году был избран в Верховный Совет Республики Беларусь XIII созыва. Являлся членом парламентской комиссии по экономической политике и реформам. Входил в состав фракции ОГП «Гражданское действие». Голосовал за ратификацию Договора о создании Сообщества Беларуси и России. В ходе политического кризиса 1996 года подписал заявление в Конституционный Суд Республики Беларусь об импичменте президента Лукашенко. Не признал итоги ноябрьского референдума об изменении белорусской Конституции и отказался войти в Палату представителей Национального собрания Республики Беларусь, сформированного на основании результатов референдума. Участвовал в работе оппозиционного Верховного Совета, полномочия которого окончились 22 февраля 2001 года.

#### Оппозиционная деятельность
Весной 1997 года возглавил Организационный комитет по возрождению Белорусской социал-демократической Громады. В феврале 1998 года на Учредительном съезде БСДГ был избран её председателем.
18 января 1999 года состоялось заседание организационного комитета III Конгресса демократических сил Беларуси, на котором был рассмотрен проект резолюции «О создании Координационного Совета Конгресса демократических сил Беларуси», одобренный, в том числе БСДГ.
29—30 января 1999 года состоялся III Конгресс демократических сил Беларуси, на котором было решено создать единый координирующий орган белорусской оппозиции — Координационно-Консультационный Совет.
3 августа 1999 года БСДГ вместе с белорусскими оппозиционными партиями основала Консультационный совет оппозиционных политических партий, действовавший до декабря 2002 года.
2 июля 2000 года состоялся IV Конгресс демократических сил Беларуси, по результатам работы которого было принято заявление о неучастии белорусских демократических сил на парламентских выборах. Заявление было одобрено БСДГ.
15 декабря 2000 года на Координационном заседании демократических сил Беларуси были названы потенциальные кандидаты в президенты от объединённой оппозиции на предстоящих выборах: Семен Домаш, Владимир Гончарик, Михаил Чигирь. БСДГ поддержала кандидатуру Гончарика.
21 мая 2001 года участвовал в создании общественно-политического движения «За новую Беларусь», целью которого являлась координация действий оппозиции в ходе предстоящей предвыборной кампании в Беларуси.
18 августа 2001 года состоялся V Конгресс демократических сил Беларуси, на котором белорусскими оппозиционными партиями, в том числе БСДГ, было решено поддержать единого кандидата от оппозиции на предстоящих президентских выборах.
На выборах президента, прошедших 9 сентября 2001 года, Шушкевич проголосовал за Гончарика.
Летом 2003 года была образована коалиция пяти белорусских политических партий ПКБ, ПБНФ, БСДГ, ОГП и БПТ под названием «Пятерка плюс», целью которой являлось составление единого списка демократических кандидатов на предстоящих парламентских выборах.
В ходе предвыборной кампании в Палату представителей Шушкевичу было отказано в регистрации кандидатом в депутаты.
10 апреля 2005 года на VI съезде БСДГ было принято решение об освобождении Шушкевича с поста председателя Центральной рады партии, а также о её самороспуске. Однако решения съезда не были признаны Шушкевичем и Министерством юстиции, которое объявило съезд нелегитимным.
6 февраля 2005 года Центральная рада БСДГ выдвинула Шушкевича в качестве претендента в единые кандидаты от демократических сил на будущих президентских выборах. 1 октября 2005 года в Минске открылся VI Конгресс демократических сил Беларуси, на котором были выдвинуты следующие претенденты в единые кандидаты: Сергей Калякин, Анатолий Лебедько, Александр Милинкевич, Станислав Шушкевич. 2 октября 2005 года Шушкевич снял свою кандидатуру в пользу остальных претендентов. На выборах президента 2006 года Шушкевич поддержал Милинкевича.
В 2007 году Лех Валенса номинировал Шушкевича на соискание Нобелевской премии мира за 2007 год.
8 июня 2008 года Политическим советом Объединённых демократических сил был утвержден список из 110 кандидатов для работы в окружных избирательных комиссиях на предстоящих парламентских выборах. В список вошёл, в том числе Шушкевич.
30 августа 2008 года Шушкевич был зарегистрирован кандидатом в депутаты в Палату представителей Национального собрания Республики Беларусь. По официальным результатам выборов в парламент не прошёл.
В ходе предвыборной кампании 2010 года Шушкевич являлся доверенным лицом лидера «Европейской Беларуси» Андрея Санникова.
9 января 2011 года на совещании представителей белорусской оппозиции Шушкевич подписал Декларацию о ситуации в Беларуси и поддержал решение о создании Национального координационного Совета демократической оппозиции.
В 2011 году по инициативе председателя Комиссии по международным делам Сейма Литвы Эмануэлиса Зингериса Шушкевич был снова номинирован на Нобелевскую премию мира.
20 марта 2012 года в числе группы белорусских политиков подписал обращение к гражданам «Бойкот диктатуры — стратегия победы», которое призывало к бойкоту предстоящих парламентских выборов.
3 ноября 2012 года на встрече с представителями белорусской оппозиции в Вильнюсе подписал меморандум «О мерах по обеспечению независимости Беларуси».
15 мая 2016 года вошёл в оргкомитет учредительного собрания Белорусского национального конгресса демократических сил, созданного для сплочения оппозиции на предстоящих парламентских выборах. За участие в оппозиционной акции «Собрание Белорусского национального конгресса», прошедшей в минском парке Янки Купалы, Шушкевич получил штраф в размере 6,3 млн рублей.
В 2018 году оставил пост председателя партии. Был почётным председателем БСДГ.
В ходе предвыборной кампании 2020 года Шушкевич являлся доверенным лицом председателя БСДГ Сергея Черечня. Призывал лишить русский язык статуса второго государственного.

#### Уход на пенсию
В 1996 году Шушкевич получал пенсию в размере 3 млн. 196 тыс. белорусских рублей ($300). После деноминации 1999 года ему выплачивали 3196 белорусских рублей, что было эквивалентно $1087. Такая ситуация объясняется тем, что в 1997 году Президент Республики Беларусь отменил постановление парламента о пожизненной пенсии бывшим премьер-министрам и главам государства в размере 70—75 % от оклада действующих премьера и спикера. Президентский указ предусматривал выплату пенсии за особые заслуги лицам, лично определённым главой государства. Например, бывшим руководителям КПБ Николаю Слюнькову и Ефрему Соколову.
В итоге жена Шушкевича оформила документы на получение им пенсии по возрасту, и с 2015 года пенсия бывшего руководителя Беларуси была повышена до 500 рублей в месяц (около $200). Шушкевич продолжал политическую деятельность и после ухода на пенсию. По состоянию на 2021 год Станислав Станиславович проживал в Беларуси, выступал с лекциями в университетах Польши, России, США, Литвы, Латвии, Эстонии, Украины и других стран.

#### Болезнь и смерть
Весной 2022 года Шушкевич заболел COVID-19, 26 апреля его госпитализировали и поместили в реанимацию, но уже через несколько дней выписали.
Станислав Станиславович Шушкевич скончался в Минске в ночь на 4 мая 2022 года (по словам жены политика — 3 мая в 23:35 по минскому времени) в возрасте 87 лет из-за последствий перенесённой коронавирусной инфекции.
Первоначально прощание с Шушкевичем планировалось провести в костёле Святых Симеона и Елены (также известный под народным названием «Красный костёл») на площади Независимости, однако в итоге состоялось 7 мая в Архикафедральном соборе Пресвятого Имени Пресвятой Девы Марии на площади Свободы — главном католическом храме Минска. В церемонии прощания приняли участие несколько сотен человек, а сам костёл был полон людей. Во время выноса гроба собравшиеся у костёла несколько минут непрерывно аплодировали. Президент Беларуси Александр Лукашенко в отличие от смертей руководителей БССР Николая Слюнькова и Ефрема Соколова не выражал соболезнований.
Похоронен на Северном кладбище, недалеко от могилы матери.

## Оценки
Александр Курьянович, историк:

«Отставка С. С. Шушкевича была обусловлена его противоречивой деятельностью, идеализацией политического компромисса в тех случаях, когда требовались решительность и даже жёсткость. Отсутствие отчётливого идейно-политического лица — главная причина падения С. С. Шушкевича».
Елена Баранова, журналистка:

«В те непредсказуемые дни [о положении Шушкевича после поражения путча ГКЧП в 1991 году] его ненавязчивое балансирование между „правыми“ и „левыми“, его непривычный для борцов „идеологического фронта“ конформизм устраивали растерянный парламент.
В дальнейшем его цивилизованная манера общения устраивала коллег. Шушкевич был одинаково благожелательно принят в России, Европе, Америке. И если цель парламентского спикера была представить облик молодого государства Беларусь, то она во многом состоялась.
Но чем положительнее оценивался „нейтралитет“ Шушкевича за рубежом — тем болезненнее воспринимался он в собственном доме. Его „двухмерность“ в подходе к ряду острейших проблем стала постепенно вызывать почти что массовое недоумение. Председателя Верховного Совета все настойчивее просили определиться, не поддаваться конъюнктуре, быть последовательнее в своих высказываниях и поступках.

Лично мне нередко представлялось, что, мастерски просчитывая каждый шаг, он как на шахматной доске „играл“ попеременно то „белыми“, то „черными“ фигурами в парламенте. Но, стараясь удержаться между двух огней, он так и остался для всех чужеродцем. В итоге — у растерянного прежде большинства появились свои собственные лидеры, меньшинство же обвинило председателя в „здрадзе“».
Василий Леонов, депутат Верховного Совета Беларуси XII созыва:

«Шушкевич не понял до конца своей роли. Он занимал должность главы государства, и как глава государства отвечал за все и за всех. Он говорил дискриминирующие и государство, и его лично глупости, вроде ответа женщине, которая не знала, чем кормить пятеро детей: „Ты нарожала, ты и думай“. Он не сумел опереться на партократов, которые его избрали спикером и предлагали ему помощь… И одна из главных ошибок Шушкевича состояла как раз в том, что он не захотел опереться именно на этих людей, на тех, у кого был управленческий опыт и кто понимал необходимость перемен. Многие из старого состава партии готовы были идти за ним и служить делу. Но Шушкевич этого не пожелал. С другой стороны, по понятным причинам, не пожелал он примкнуть и к правому крылу. И, в силу своей административной неопытности, оказался ни с чем. Вроде бы ни на кого не опирался, вроде бы ни за что не отвечал. И не мог не проиграть».
Валентин Голубев, депутат Верховного Совета Беларуси XII созыва:

«Важной причиной этого [отставки с должности Председателя Верховного Совета Республики Беларусь] было то, что политический рейтинг С. С. Шушкевича в это время был значительно выше, чем рейтинг В. Ф. Кебича. Поэтому принятие новой Конституции и введение поста президента при сохранении С. С. Шушкевича на посту председателя Верховного Совета было довольно рискованным для номенклатуры. В. Ф. Кебич и его команда считали, что с отстранением С. С. Шушкевича с поста председателя Верховного Совета, их победа на президентских выборах становилась почти гарантированной. Кроме того, С. С. Шушкевич очень осторожно относился к введению в Беларуси поста президента. Он считал, что Беларусь должна быть парламентской республикой, а президент оставаться только руководителем государства. Таким образом, позиция председателя Верховного Совета не совпадала с позицией сторонников В. Ф. Кебича относительно полномочий президента и это было тоже одной из причин, по которой С. С. Шушкевич лишился своего поста».
Кэтлин Михалиско, политолог:

«Шушкевич занимал извилистую сдержанную позицию в то время, когда требовались смелые шаги, чтобы направить Беларусь в будущее. Спалив много мостов с лагерем Народного фронта, имевшим глубокое видение ситуации, Шушкевич выбрал в качестве своих советников непримечательную группу знакомых, которые в ряде случаев никогда не были за пределами Советского Союза. Шушкевич, без сомнения, был предан суверенитету и независимости, но за время своего нахождения у власти не сумел выдвинуть какого-либо проекта демократической государственности. Было ли это больше связано с темпераментом (физик по образованию, он хвастался своим родством с мелкими политическими элементами) или с его крайне шатким положением в Верховном Совете, где преобладали коммунисты, — вопрос для дискуссии. Бесспорно то, что он не создал никакой базы поддержки для себя или реформаторского сотрудничества любого рода, предпочитая оставаться политиком-одиночкой».
Александр Томкович, журналист:

«В руках тогдашнего спикера Верховного Совета была немалая власть. Конечно, не единоличная, и поэтому требовала от него стремления и способностей генерировать новые идеи, искать и сплачивать союзников, искать друзей, а не превращать их во врагов. В той политической ситуации, что сложилась в стране и вокруг неё, когда консервативная часть номенклатуры чувствовала себя очень шатко, а более продвинутая часть была согласна на реформы, когда оппозиция имела системный статус, у спикера ВС были все предпосылки завоевать поддержку большинства депутатского корпуса. Была возможность инициировать и принять законы, которые бы создали институты новой демократической системы власти и не позволили бы откат назад. Спикер Шушкевич Станислав Станиславович этих возможностей не увидел…

Так создавалась почва для прихода популистского лидера на новом витке разочарования народа, как в старой номенклатуре, так и в новых демократах».
Андрей Караткевич, математик:

«Шушкевича часто критиковали за недостаток политической воли, за нерешительность, чрезмерную склонность к компромиссам. Эта критика во многом справедлива. Но если вспомнить, в каком он был положении (немного реальных полномочий, в основном представительские функции, руководитель коммунистически-номенклатурного парламента, в котором председатель фактически не имел поддержки большинства, ухудшающиеся отношения с правительством, на формирование которого Шушкевич влияния не имел), то скорее приходится удивляться, как много он смог сделать за недолгое правление. В этой ситуации компромиссы и переговоры являлись, пожалуй, единственным способом добиться хоть какого-то успеха».
Михаил Чигирь, бывший премьер-министр Республики Беларусь:

«У него была проблема, что он получил высокую должность, не имея опыта работы, не зная аппаратной работы, у него не было политического опыта. Я считаю, что он мог бы сделать много нужного и полезного, но ему, чтобы удержаться, немного не хватило опыта, хотя пристойности у него более чем достаточно».
Леонид Кравчук, экс-президент Украины:

«Лидер Беларуси производил впечатление умного, образованного человека, это чувствовалось по выступлениям, которые у него всегда были логичны, аргументированы. Но кухни политической он не знал, быстро овладеть ситуацией был не способен. Поэтому, когда речь заходила о вещах сложных и деликатных, он старался изъясняться мягко и уклончиво».
Андрей Гончаров, журналист:

«Станислав Шушкевич — не лидер, инициирующий события, а политик инерционного склада, наиболее уверенно чувствующий себя тогда, когда тот или иной вопрос созрел, решен самим временем».
Владимир Божанов, политолог:

«Попытка на первых порах закрепить парламентарную форму правления наталкивалась на неспособность Верховного Совета употребить власть, чтобы справиться с кризисом в стране. Правительство во главе с В. Ф. Кебичем постоянно ждало от Верховного Совета ценных указаний, не проявляя ни самостоятельности, ни ответственности. В 1993 г. парламент дважды наделяет Совет Министров дополнительными полномочиями, чуть ли не переходя конституционные нормы, однако Кебич не знал, как эти полномочия употребить. А Верховный Совет, в свою очередь, не знал, что с этим бесполезным правительством делать. Позже бывший в то время спикер парламента С. С. Шушкевич напишет, что не обладал полнотой власти в стране, она была у Кебича. Это не так, совсем не так. По Конституции Верховный Совет, в том числе его Председатель, были реальной властью. Но ни в парламенте, ни в самом Шушкевиче не было того, что Ницше назвал „волей к власти“, потому-то они и оставались у власти без власти».
Виктор Ухванов, юрист:

«Политическое кредо С. Шушкевича — поиск согласия, „згоды“. То, что это так, видно из его заявлений, высказываний, статей. Шушкевич исходит из постулата, в который он, надо полагать, искренне верит, что сила и мудрость политика заключается в умении искать согласие.

С. Шушкевич остается в политике как один из лидеров современной белорусской социал-демократии. Несомненно, однако, что он мог быть только переходной фигурой на вершине политической власти в Белоруссии начала 90-х годов. Социал-демократы хороши для относительно спокойных этапов развития общества. В периоды крутой ломки общественных отношений, когда материальное положение большинства населения резко ухудшается, им трудно взвалить на себя бремя ответственности за непопулярные решения».
Валерий Карбалевич, политолог:

«Шушкевич пытался решить неразрешимую задачу: удержаться на посту Председателя Верховного Совета при номенклатурном большинстве в парламенте и сохранить при этом облик демократа. Самое удивительное, что это ему в значительной мере удавалось, если судить по яростной критике бывшего спикера с обоих политических флангов — коммунистического и националистического.
Как популярность Шушкевича, так и её снижение, в значительной мере были обусловлены его имиджем политического центриста. В этой связи необходимо заметить, что о политике центра, как наиболее оптимальной политической линии, можно говорить по отношению к нормальному демократическому обществу. А вот на переходном, кризисном этапе развития общества ситуация иная. Центризм плодотворен, когда в стране решительно развиваются реформы. Честь и хвала центристам, которые настойчиво, последовательно и целенаправленно ведут общество по пути преобразований, отбивая атаки и консерваторов, пытающихся затормозить процессы обновления, и радикалов, стремящихся осуществить их революционным методом, одним рывком.

В условиях же нашей республики, когда реформы практически застопорились, центризм бесперспективен. Половинчатость и непоследовательность, попытки удовлетворить всех лишь усугубляют ситуацию и заканчиваются политическим поражением государственных деятелей этого направления. По мере обострения социально-экономических проблем общество поляризуется, политический центр размывается. Социальная база центристов резко сужается и возникает момент, когда они повисают в воздухе, и достаточно небольшого толчка, чтобы их свалить. Важнейшим признаком, идентифицирующим центриста, является наличие большого числа противников и даже врагов и очень небольшой круг политических организаций, которые, безусловно, считают его своим. Если брать исторические аналогии, то судьба классических центристов Керенского, Горбачёва тому подтверждение».

## Семья
Был женат дважды, вторая супруга — Ирина, в прошлом она была его студенткой, на которой он женился в 1976 году. По его словам, именно она заставила его начать вести здоровый образ жизни. Сын Станислав (назван так в честь дедушки) и дочь Елена.

## Награды и звания
- Командор ордена Витаутаса Великого (23 июня 2010 года, Литва)[275][276].
- Медаль «100 лет БНР» (2019 год, Рада Белорусской Народной Республики)[277].
- Медаль Свободы Трумэна-Рейгана (2012 год, Мемориальный фонд жертв коммунизма, США)[278].
- Заслуженный деятель науки и техники БССР (1982 год).
- Доктор физико-математических наук (1970 год).
- Профессор (1972 год).
- Член-корреспондент Национальной академии наук Беларуси (1991 год).
- Премия Совета Министров СССР (1985 год).
- Государственная премия БССР (1988 год).
- Международная украинская премии имени Пилипа Орлика (1997 год).
- Международная польская премия имени Яна Новака-Езёраньского (1997 год).

## Сочинения
- Станислав Шушкевич. Неокоммунизм в Беларуси: идеология, практика, перспективы. — Смоленск: Скиф, 2002. — 284 с. — ISBN 5200006171, ISBN 9785200006175.
- Станислав Шушкевич. Моя жизнь, крушение и воскрешение СССР. — Москва: Российская политическая энциклопедия (РОССПЭН), 2012. — 471 с., ил., 1500 экз., ISBN 978-5-8243-1708-4
- Станислав Шушкевич. Наброски первого. Мемуары // «Народная воля» (2012 год).